# 香港中學會考
香港中學會考（縮寫為，慣稱, 中五會考及會考，亦有用舊稱香港中學畢業會考（英語：、舊縮寫為及，舊慣稱、及畢業會考））為香港已廢除的公開考試。最後一屆香港中學會考於2011年舉行，後被香港中學文憑考試取代。
於香港中學七年制之年代（2009年前），中學生完成中五課程，即參加本考試，作為中學畢業試。除就讀各中學之考生外，亦有自修生自行報考。早期亦曾有為完成全部中學課程學生而設的中學會考。考生考獲5科合格，即具備「中學畢業」資格，成績較佳之考生，可繼續升讀預科（中六）課程。主要科目筆試一般於五月份舉行，成績於八月上旬公佈。本考試的有關刊物，包括課程、年報及試題書籍封面為粉紅色。
自1978年香港考試局接手舉辦會考，至2011年的34年間，共有約4,399,100名考生曾報考香港中學會考，即平均每年有129,385名考生報考。

## 歷史沿革

### 港大開設中學會考
香港中學會考未開辦前，香港英文授課中學的公開試是由香港大學舉辦的，分別為初級試（Junior Local Examination）、高級試（Senior Local Examination）和港大入學試（Matriculation Examination）（後兩者課程和試卷一樣，但有不同要求）。以上考試主要目的在篩選學生入港大，學生報考科目少，未能全面考核其中學學業成績，不是理想的中學畢業考試。1932年2月2日，教育當局議決設立中學會考，以取代這三種考試，而中學會考仍由香港大學主辦。港大的全港中學畢業會考（Hong Kong University School Certificate Examination）於1935年6月首次舉行。 這個中學會考是為英文學校第一班（Class 1）學生而設。會考及格生分為及格（Pass）及優等及格（Honour），及格者獲發會考證書。香港大學又以中學會考作為入學試，錄取成績達到港大各學院要求的考生。

### 會考改制政府接辦
皇家視學官賓尼在1935年發表香港教育報告書，建議學生應早一年考會考，令有意考上大學的學生，會考後有一年時間預備，又建議應由負責中學教育者辦理會考。1936年7月13日教育局會議接納其建議，以新的第二班中學會考取代港大的第一班中學會考。 於是教育司署由英文學校視學官和中學校長組成中學會考委員會（Hong Kong School Certificate Syndicate），舉行香港中學畢業會考（Hong Kong School Certificate Examination），1937年6月26日首次開考。 港大亦於同年舉辦最後一屆第一班的中學會考，1938年起，港大自行舉辦入學試，獨立於會考。 當時考生大多是官立或政府津貼的英文中學的學生，私立英文中學則只有幾間獲准派學生應考。1942年，因日本侵佔香港，會考停辦。香港重光後在1946年復辦。1947年，中學會考委員會公佈，原準備於1942年參加會考的學生，可由以前就讀的學校報名，以「戰事投考生」（war candidate）資格，參加該年七月的會考。

### 開設中文中學會考
1952年，香港中文中學高中畢業會考（Hong Kong Chinese School Certificate Examination）開始舉行，為中文中學高中三年級學生而設。原來的香港中學畢業會考，於1961年改名為香港英文中學畢業會考（Hong Kong English School Certificate Examination）。 因中文中學學制由六年制改為五年制，新學制第一屆中五生和舊學制最後一屆高中三生，1965年一同應考中文中學會考。兩批學生考同一試卷，而命題以新舊制均有的課程為標準。這年會考證書只設一種，不過舊制高中三生證書上加印識別，以便直接報讀大學，而新制中五生需修讀一年預科才可升上大學。中文中學會考中文名中除去「高中」二字，改為香港中文中學畢業會考。

### 掛鉤普通程度標準
1965年，香港大學舉辦最後一屆普通程度入學試。同年起，英文中學會考獲得海外認可，香港大學及英國的大學，認可會考的成績良好，等於相應普通程度科目及格。為此，英文中學會考委員會調整了其課程和標準。會考成績也成為報考港大高級程度會考的條件。中文中學會考改為五年制後，也獲香港大學接納用來報考高級程度會考，與英文中學會考等同。

### 會考證書制度改革
1968年，中英文中學的會考分別改名為香港英文中學會考（Hong Kong Certificate of Education Examination (English)）及香港中文中學會考（Hong Kong Certificate of Education Examination (Chinese)），科目成績只用等級，不再把等級分為「及格」「不及格」等類。以前考生需於五科達至「及格」以上才獲發會考證書，且須包括數組科目，未達要求者俗稱「落第生」。 落第生沒有會考證書，令日後升學求職都有困難，而歷年均有不少考生落第。（例如1967年英文中學會考，18792名參加考取會考證書的考生中，有8163名不及格，佔全體的43.4%。）有些考生即使已有五科以上及格，甚至已有八科及格，但因未能在某組科目內取得一科及格，仍被當作落第。（當時考生最多可報考九科。）會考的種種問題，令當時公眾對會考存廢作出不少議論。為減輕考生害怕「落第」的壓力，會考從1968年起改制，取消科目分組制，改為科目獨立制，所有考生都可獲得會考證書。這一新制度自此一直沿用。

### 合併中中英中會考
1971年政府公佈將香港英文中學會考委員會和香港中文中學會考委員會，合併為香港中學會考委員會，主辦1972年及1973年的中英文中學會考，並於1974年將之合併為香港中學會考（Hong Kong Certificate of Education Examination），考生可選擇應考英文或中文卷。 原來兩個會考的科目課程亦逐步劃一。會考合併後，仍有部份科目課程尚未合併，就以課程甲、課程乙分別稱原來中中會考和英中會考課程，課程甲只用中文應考，課程乙只用英文應考。 由於當時香港中學數學有「舊數」（分為算術、三角、幾何、代數四個獨立範疇的傳統課程）和「新數」（以現代數學結構和概念為基礎的改革課程，起因於美國的新數學運動。）兩套課程，而兩個會考的相應課程至1975年才合併，因此1974年會考數學科有四個課程：用新數課程的課程甲、課程乙，以及用舊數課程的同等課程甲、同等課程乙。1976年會考，除英文科外，所有科目課程合併完成。而英文科就一直保持兩個課程，兩者深淺不同，直至2007年英文科改革為止。1974年會考亦把原來的中國語文科，分拆為中國語文和中國文學兩科。 當時考生各科應考語言會註明在會考證書上。後來考試局接受教育統籌委員會建議，從1986年會考起取消註明應考語言。當時，會考答案都會刊登在報紙上。

### 設考試局接辦會考
1977年，香港考試局（今香港考試及評核局）成立，並於1978年從教育司署考試組接辦香港中學會考。1978年會考考生人數首次超過十萬。1983年考生為歷屆之冠，報考者共172,321人，其中應屆中五生僅9萬左右。這年考生人數龐大，主要原因為重考生驟增。香港中文大學當時擬推行「暫取生」措施，按中學會考成績給予暫取資格。很多學生想藉重考中學會考取得更佳成績，以圖成為暫取生。
1987年開始，考生可以報考科目由九科增至十科。2007年首次在中文及英文科，用水平參照評級，取代常模參照評級。
會考定於每年3月至6月舉行，主要科目之考試會在4至5月進行，而5至7月初則舉行中、英文及普通話口試。考試成績一般會在八月第一或第二個星期三公佈（又為配合大學取錄資優生，自2006年以來，會考放榜日皆定於大學聯合招生辦法（下稱大學聯招）第一次收生結果公佈後的下一個星期三。2007年，香港中學會考提供39個科目，考生最多可報考10科，而大部份日校考生報考6至8科。除了中文、英文、法文、中國歷史、中國文學、英語文學、普通話、英文文書處理及商業通訊、佛學這9科外，其餘所有科目的試卷均可以選擇以英文或中文應考。兩種語言的試題、評分要求和分級標準相同，應考語言不列於成績通知書和考試證書上。
2004年考評局宣布，2007年會考5科及高考3科取消，理由是考生減少及課程與其他科重疊。雖然考評局未正面回應，此舉或由於前一年顧問報告建議，取消考生少及虧蝕大的科目，以使考評局減少赤字。會考陶藝科尤其被指平均在每名考生上虧蝕甚大。
2009年的報考人數是119,007名，其中88,308名為學校考生；30,699名為自修生。
2010年「末代會考」（最後一屆開放予應屆學校考生）的報考人數有127,162名，其中90,063名為學校考生；37,099名為自修生。「試場通訊及支援系統」和「出席紀錄及答卷收集系統」試驗計劃會於4月23日至5月11日的會考考試中進行。考評局亦首次為28所中學安裝紅外線收發系統，若試場有上述設備，考生無需攜帶手提式收音機接收電台發放的中文與英文聆聽及綜合能力考試錄音片段。不過有考生反映使用該些設備經常遇到接收不清問題，該收發系統的質素因此成疑。
2011年為最後一屆考試（俗稱「終極會考」，意指最後一次會考）。該會考主要目的讓考生補考個別科目，以符合資格應考香港高級程度會考或滿足本地高等院校和僱主對中學會考的成績要求而設，亦只能報讀四年制大學，故是次會考只能以自修生身份報考而不會再開放予學校考生應考。是次會考合共有26,573人參加會考，全部為自修生，當中有四成為準備參加2012年香港高級程度會考的中六學生。這屆「終極會考」共有26,573名考生報考，並沒有產生10A狀元。成績單及證書分別於2011年8月、10月至11月間以掛號形式派給各考生。。
2011年會考放榜後，有七十多年歷史，經歷多種不同變革的香港中學會考，宣告終結。

## 考試用途
香港中學會考的成績，對於考生的升學及就業皆有決定性的影響。

### 預科教育
考生藉著香港中學會考的成績，可循中六收生程序，入讀官立、政府津貼學校之預科課程，又或直接報名入讀直接資助、私校預科課程。無論選擇甚麼學校，學生都會在中七時參加香港高級程度會考，並以這兩個考試的成績在大學聯招下申請入讀大學的全日制課程，這個是一般文法中學教育制度下的學生進入大學的途徑。
中六收生程序在1991年設立，目的在儘量讓學生原校升讀中六，及善用中六學額避免浪費。會考成績通知書下方有一張附有齒孔的中六入學取錄紙，學生接受中六取錄時，校方便撕下存案。這程序被指責為不公平，因一些學校較差，14分就能原校升讀；一些學校整體成績較好，18分也需四出「撲學校」；另外有不少學校分多輪收外校生，每半小時一次，較高分考生若太遲到達學校申請，會被早到的較低分考生搶去學額。曾有呼籲只採用中央派位，但當局沒有採納。
考生的會考成績和校內操行是申請預科課程的最大考慮。理論上只要在該屆會考或以前，語文科 以外的科目取得不低於4科及格，或3科及格但5分以上的成績，就可以申請預科學位。每年會考約有8萬名的應屆日校考生、重讀中五的考生和自修生，當中約5萬多人成功考獲上述成績，然而，由於中六的日校學額大約只有3萬個，所以相對而言，會考分數偏低，或校內行為有嚴重偏差的學生在升讀中六時會有困難。雖然因每年考獲14分以上的應屆考生人數比起實際的中六學額數目為少，但因為個別科目成績，操行，選科及其他因素等，每年也有部分考生取得14分但未能升讀預科，他們大多會選擇重讀中五或以其他方式進修。另外，除分數以外，學校也可以自訂個別的最低入學條件，最常見的，就是兩科語文及數學科及格，部分學校亦要求英文科要達第3等或以上。
在會考中考獲最佳六科成績合共14分的考生，可在中六收生程序的第一階段向原校申請升讀中六，若未能（又或不打算）於原校升讀中六，可在第二階段到其他學校申請入讀中六或到各區聯合招生中心申請其他學校的中六學位。未能在第一和第二階段取得學位和最佳六科成績不足14分的考生，可於往後的三個階段到仍有剩餘學位的學校申請入讀中六。在最後一個階段，仍未能取得中六學位的學生可參加教育局的統一派位，但若果在最後一個階段前已沒有，或只餘下一所官、津學校有剩餘學位，統一派位程序會取消。近數年因為學位競爭十分激烈，自2006年首次因學額不足取消統一派位以來，只有2007年及2010年實行過統一派位階段。2006年更出現過所有資助學位皆告額滿的狀況。
在過去中六收生程序的最終階段（派位階段），有「符合最低高考資格」和「最佳6科需8分以上」這兩個報讀中六課程最低要求存在，令不少人對中六的正式收生要求存在著「6科最佳8分以上，包括兩科語文科及格」的誤解。但實際上，由於語文科及格與否與教育局成績積點要求沒有直接關係，未能在當屆會考完全符合語文科目要求的應屆考生未必代表不能升讀預科，在一些情況下，學校可以收取符合足夠及格科目和分數，但語文科不及格的考生，但是因為報考高考同時亦有「應考高考之前一屆的會考或以前，兩科語文科取得及格成績」的規定，該等學生必須在翌年會考的語文科取得相應的及格成績才可升讀中七參加高考。
由於報名參加高考的條件不會因就讀的學校改變，直接資助學校和私校雖然不直接參與中六收生程序，但是除了平均收生分數較官、津學校稍低和可在任意階段收生以外，收取的學生的基本成績和官、津學校沒有太大分別。
| 階段 | 時間                                          | 時間                                          | 時間                                      | 內容 |
| 階段 | 1999年至2001年                                | 2002年                                        | 2003年至2010年                            | 內容 |
| --- | --------------------------------------------- | --------------------------------------------- | ----------------------------------------- | --- |
| 1 | 第一日（放榜日）中午12時前                    | 第一日（放榜日）中午12時前                    | 第一日（放榜日）中午12時前                | 考獲最佳六科14分以上的學生，向原校或其聯繫學校申請。 |
| 2 | 第一日下午2時至4時30分 第二日上午9時至下午1時 | 第一日下午2時至4時30分 第二日上午9時至下午1時 | 第一日下午2時至5時 第二日上午9時至下午1時 | 考獲最佳六科14分以上的學生，向其他學校申請。 |
| 3 | 第三日中午12時前                              | 第二日下午2時至4時30分                        | 第二日下午2時至4時30分                    | 符合升讀中六最低成績要求的學生，向原校或其聯繫學校申請。 |
| 4 | 第三日下午2時至4時30分 第四日上午9時至下午1時 | 第三日上午9時至下午4時30分                    | 第三日上午9時至下午4時30分                | 符合升讀中六最低成績要求的學生，向其他學校申請。 |
| 5 | 第五日上午9時至下午3時30分                    | 第四日上午9時至下午3時30分                    | 第四日上午9時至下午3時30分                | 符合升讀中六最低成績要求的學生，往其中一間中央統一派位中心申請統一派位。派位結果於 （2001年以前）第九日上午9時於各中央統一派位中心及教育署各區辦事處張貼，獲派位學生於同日下午1時之前到學校辦理註冊。 （2002年以後）第七日傍晚6時上載於教育局（或其前身）網頁，獲派位學生於次日下午3時30分之前到學校辦理註冊。 |
| 周日不進行中六收生程序，不計入日數。遇上惡劣天氣，中六收生程序也會延遲，例如2007年和2008年都因熱帶氣旋吹襲，發出八號風球而順延一日，其中2007年的第四階段因在下午腰斬，延至次日周六上午9時至下午1時。 積點的換算：A級至E級依次為5分至1分，改革後中英文科5*級至1級依次為5分至0分。 無預科班或只開一組科目預科班的中學，以及私立中學和夜校，會安排聯繫學校。保良局莊啟程預科書院視自修生為聯繫學校學生。 升讀中六最低成績要求，按兩年後的高考規則而定：2006年以前為六科及格，或五科及格且此五科總分8分以上；2007年至2010年為除中英文科外的其他四科及格，或其他三科及格且此三科總分5分以上。中英文科如未達E級或2級者，仍可升讀中六，但需在次年重考並獲得E級或2級以上成績，才可報考高考。 |                                               |                                               |                                           | |

| 年份 | 考獲14分以上  | 考獲14分以上  | 符合升中六最低資格 | 符合升中六最低資格 | 中六學位數目 |
| 年份 | 全體考生      | 日校考生      | 全體考生           | 日校考生           | 中六學位數目 |
| --- | ------------- | ------------- | ------------------ | ------------------ | ------------ |
| 1999 | 22183 (24.2%) | 21430 (28.0%) | 48243 (52.7%)      | 43516 (56.9%)      | 24000 (50%)  |
| 2000 | 23260 (25.2%) | 22446 (29.1%) | 50521 (54.7%)      | 45531 (59.1%)      | 23800 (47%)  |
| 2001 | 23497 (26.9%) | 22523 (30.5%) | 49942 (57.3%)      | 44643 (60.4%)      | 24300 (49%)  |
| 2002 | 22868 (26.7%) | 22115 (30.4%) | 49544 (57.9%)      | 44877 (61.6%)      | 24300 (49%)  |
| 2003 | 22414 (27.4%) | 21909 (30.6%) | 47878 (58.6%)      | 44277 (61.8%)      | 24500 (51%)  |
| 2004 | 22916 (28.7%) | 22516 (31.4%) | 47749 (59.8%)      | 45079 (62.8%)      | 25000 (52%)  |
| 2005 | 23024 (28.7%) | 22762 (30.6%) | 48382 (60.4%)      | 46765 (62.8%)      | 25000 (52%)  |
| 2006 | 23613 (30.2%) | 23264 (31.6%) | 48599 (62.1%)      | 47092 (64.0%)      | 25000 (51%)  |
| 2007 | 23580 (31.0%) | 23341 (32.2%) | 51208 (67.4%)      | 49928 (69.0%)      | 25000 (49%)  |
| 2008 | 24959 (31.1%) | 24645 (32.6%) | 55260 (68.9%)      | 53410 (70.7%)      | 25000 (45%)  |
| 2009 | 26601 (31.6%) | 26244 (33.2%) | 58270 (69.1%)      | 56104 (71.1%)      | 25000 (43%)  |
| 2010 | 26583 (31.4%) | 26241 (33.1%) | 58699 (69.3%)      | 56451 (71.3%)      | 25000 (43%)  |
| 各個考生數目後的百分比，是該數目佔該類考生應考至少六科者的比率。統計按照放榜時的成績，覆核後成績提升不算在內。由於考評局各年統計方式不一致，2003年至2005年，考獲14分以上人數，只包括6科都達到E級以上者，略少於考獲14分以上整體人數。 中六學位數目為大約數目，包括官立、資助及按位津貼中學，百分比是該數目與符合升中六最低資格全體考生數目的比例。 |               |               |                    |                    |              |

### 大學聯招
學生在會考的成績，在大學聯招中佔有決定性的影響。香港大學及香港科技大學均要求考生在應屆高考前的會考考獲最少合共7科及格，當中必需包括數學科，其中港大要求在其中一次需取得6科合格，科大則要求在其中一次需取得5科合格。香港中文大學更要求考生在任何一次會考中考獲最少7科及格（包括兩科語文科），但不需包括數學科。 自2002年考評局在兩個考試取消一級二等制以後，加上大學近年減少在聯招收生的比例，會考成績成為了高考成績之後，第二重要的收生考量。而且部分大學的科目，甚至會把會考高考成績比例作四六又或五五之分。所以事實上，香港中學會考是現時學制下，大學入學考試的第一階段。
在1980年代，中文大學曾經有條件取錄會考優異生，允許他們完成一年中六後成績達標便可入讀四年制學士學位。1990年代初，因中文大學被港英政府強迫轉為三年制，暫取生計劃終止。此後直至2000年的會考生，即使成績頂尖，都須應考香港高級程度會考才能報讀大學。由2001年起，擁有6科最佳積點為滿分（即30分），並在英文科，以及中文／普通話／法文其中一科達4等／C級的應屆考生，更可直接申請香港大學、中文大學及香港科技大學的學士學位課程，並於中六完結後直接入學，即「中六生優先取錄計劃」，俗稱「拔尖計劃」。（但過去也有出現院校以拔尖計劃以外的模式直接取錄符合拔尖計劃的條件的考生的例子。）會考對升讀大學的重要性提高後，很多成績平常之學生為了升學選擇重讀中五。

#### 會考成績與高級程度會考的關係
雖然考生未必一定要在會考中考獲14分（即符合教育局的第一階段收生程序資格者）才能升讀預科課程，根據資料，會考考獲13分或以下者，要成功爭取大學學位並非易事。以2007年會考考獲13分的考生為例，他們能在香港高級程度會考中考獲最低大學的學位課程入學要求（即中國語文及文化，英語運用，及等同於2個高級程度科目的及格）只有約32.7%。
以下表列考生在2007年中學會考中考取成績及在2009年考獲大學最低入學要求的比率：
| 2007年會考最高6科積點 | 2009年考獲大學最低入學要求比率 |
| --------------------- | ------------------------------ |
| >20                   | 95%                            |
| 19                    | 82.9%                          |
| 18                    | 75%                            |
| 17                    | 70%                            |
| 16                    | 60.2%                          |
| 15                    | 52.6%                          |
| 14                    | 43.6%                          |
| 13                    | 32.7%                          |
| 12                    | 22.1%                          |
| 11                    | 14.2%                          |
| ≤10                   | 6.6%                           |

由此可見，即使在會考考獲14分者，能在高級程度會考中考獲大學最低入學要求也只有約四成。而且，考獲最低大學入學要求並不等於一定會被大學學位課程取錄，實際被大學取錄率更低。而事實上，由於絕大部分科目都會計算會考積點作為大學的收生依據（甚至會對重考會考者扣減分數等），因此在會考分數較低的考生，有不少會重讀中五或選擇其他升學途徑。

### 其他升學
學生的會考成績，也可用來申請職業訓練局各院校（例如香港專業教育學院）又或其他專上院校開辦的文憑／高級文憑、副學士先修班等課程，由於一般成績較好的考生大多會選擇修讀預科，所以這些課程相對的成績要求比較預科教育低。但近年因競爭激烈，不少課程的收生分數相對於報考高考最低要求為高，甚至出現部分專上院校以資助等手法，向成績一般能升讀預科的同學作出招募。
反之而言，會考成績未能取得一定科目合格（一般定義為不足5分）的考生，也可透過報讀毅進計劃等的課程，取得類似的資歷。

### 就業及認受性等
香港中學會考證書視為香港中學畢業生求職時的正式文件。在香港考試及評核局的安排下，英國劍橋大學考試委員（UCLES，University of Cambridge Local Examination Syndicate）承認大部分會考科目的成績，於2006年或之前香港中學會考各科取得C級或以上，等同英國普通教育文憑普通程度（O Level）合格，2007年後則對照為英國普通教育文憑海外考試（IGCSE，International General Certificate of Secondary Education）及格。然而，於2007年11月由英國國家學術及專業資歷認可資訊機構（UK NARIC，National Recognition Information Centre for the United Kingdom）發放的調查報告指出，香港中學會考若與英國普通教育文憑海外考試作等級分佈比較，香港中學會考明顯比英國高出一至兩個等級。例如，在香港中學會考取得C級的考生，在英國普通教育文憑海外考試將極有可能取得A或B級成績。值得留意的一點是，報告同時強調上述結論僅在涉及數學及科學範疇的科目基本上成立，而在人文範疇的科目香港中學會考並未有較優勝的地方。英國文化協會於收到有關報告後已致函予英國各院校有關報告，讓院校能適當調節來自香港的會考生的收生準則。
一般而言，政府機構的工作（例如警員）如規定申請人學歷需要「中五程度」，通常也會要求會考取得最少5科及格，包括中英文達到2級/E級（課程乙）。

## 報考資格
只有在已獲批准參加會考的學校，正在就讀中五的學生，才能以學校考生身份參加會考。要以自修生身份參加會考，須在會考年的1月1日已滿18歲（2002年會考以前為19歲），或曾經參加會考。2007年會考開始，修讀與會考同等的中五課程人士，也獲准用自修生身份參加會考。其他有特殊情況者，須在會考前一年9月1日前向考評局秘書長書面申請。
如要報考實驗科目，考生須在獲批准保送學生報考該科目的學校就讀，或者曾經在中學會考或同等公開考試應考該科目，且試場有足夠設備。不過，英文文書處理及商業通訊科不接受自修生報考。

### 重考生
由於中六學額比中五學額少很多，每年均有不少未能升上中六的考生，選擇在學校重讀中五，或以自修生身份重考。升上中六但中文科或英文科不及格的學生，也會以自修生身份重考該科，以符合高考報名資格。
例如2007年會考：報考總數105 266名，其中學校（日校及夜校）考生80,690名，當中75,086名為日校考生，自修生24,576名。重考生共有31 727名，佔總數30.1%，有7151名為學校考生，佔學校考生的7.2%，當中5418名為日校考生，佔日校考生的8.9%，自修生全都是重考生。重考生之中，只報考英文科有16,410名，只報考中文科有791名，只報考中文科及英文科有1508名，這三類佔重考生總數的59.0%。
按教育局的統計，每年日校重讀生之中大約六成能夠升上中六。

## 科目
2007年至2010年香港中學會考提供39個科目，考生最多可報考10科，而大部份日校考生報考6至8科。（1987年或以前，考試局只容許考生最多報考9科。）雖然考試科目眾多，學生於選科時卻受制於個別學校的規定。然而，個別學校容許學生以自修方式報考該校未有提供的科目。一般而言，除兩科語文科和數學外，大部分的文法中學一般都只會提供傳統的科目供考生應考（中國歷史、歷史、地理、經濟、中國文學、會計學原理、物理、生物、化學、附加數學、電腦及資訊科技這十一科）。一些教會中學及佛教中學會分別要求學生報考宗教科及佛學科。
香港中學會考採用的「常模參照」(norm-referenced test)評級方法，俗稱「拉curve」。學生各科成績分為A至F級，表現低於F級的成績被評為U，即「未能評級」。考評局進行常模參照評級時，會選定一批近年在公開試中表現較穩定的學校為「對照組」，以鑑定在該次考試中，對照組學校按預定百分比考取不同等級的學生得分，稱為臨界分數（Cut-off Score）；再根據臨界分數，考生須獲得相應的分數才能達到某個等級。不過，常模參照主要比較學生的相對表現，未能顯示學生的知識水平和實際具備的能力。
除了中文、英文、法文、中國歷史、中國文學、英語文學、普通話、英文文書處理及商業通訊及佛學這9科外，所有科目均可以選擇以英文或中文應考。就讀英文中學的考生通常會以英文應考；中文中學考生會以中文應考。不過，應考語言不一定與學生所就讀是中文中學還是英文中學有必然關係。換言之，中文中學和英文中學的學生通常可以自行決定部分科目的應考語言。

### 科目列表
| - 膳宿服務* - 附加數學 - 生物* - 佛學 - 化學* - 中國歷史 - 中國語文（新課程於2007年起實施） - 中國文學 - 商業 - 電腦與資訊科技* - 設計與科技（包括另選課程）* - 社會教育 | - 經濟與公共事務 - 經濟 - 電子與電學* - 英國語文（新課程於2007年起實施） - 時裝及成衣* - 法文 - 地理 - 政府與公共事務 - 圖象傳意* - 歷史 - 科學與科技 - 旅遊與旅遊業 - 視覺藝術 | - 家政（服裝與設計）* - 家政（膳食、家居與家庭）* - 綜合人文 - 英語文學 - 數學 - 音樂 - 體育* - 物理* - 會計學原理 - 普通話 - 宗教（基督新教／天主教） - 科技概論* - 英文文書處理及商業通訊* |

（帶*號者為實驗科目。）

#### 已取消科目
- 木工（1992年，「設計與工藝」課程二甲取代）
- 針黹／縫紉（1993年，英文名為Needlework / Dress，由同年新設的「家政（服裝與設計）」取代）
- 縫紉（1993年，英文名為Dressmaking，由同年新設的「家政（服裝與設計）」取代）

原來的家政科於1993年改名「家政（膳食、家居與家庭）」
- 設計與工藝（1994年改名「設計與科技」）
- 德文（2000年，與香港高級程度會考德文科同年取消）
- 法文（2001年，與香港高級程度會考法文科同年取消；自1999年不再由考試局擬卷，改為採用國際普通中學教育文憑考試（IGCSE）試卷）
- 英文速記（2001年）
- 英文打字（2003年，由2002年新設的「英文文書處理及商業通訊」取代）
- 金工（2004年，「設計與科技」課程二乙取代）
- 電腦（2005年，與資訊科技科合併為「電腦與資訊科技」）
- 資訊科技（2005年，與電腦科合併為「電腦與資訊科技」）
- 美術（2005年，由同年新設的「視覺藝術」取代）
- 陶藝（2007年）
- 工程科學（2007年）（1983年至1991年本科中文名為「實用科學」，1992年改為現名，英文名則一直不變。）
- 人類生物學（2007年，「生物學」取代）
- 工業繪圖（2007年，「圖象傳意」取代）
- 紡織（2007年）

#### 新開設科目
以下為2000年後開設的會考科目：
- 普通話（2000年）

在1950年代至1960年代初，香港英文中學會考設有國語科（Oral Kuo Yu），作半科計，唯因考生減少，於1965年取消。早在1937年，政府教育當局首次主辦英文中學會考時，已有國語科。而早在1910年代的香港大學入學試及高級試，已開設國語科（Mandarin）考試，所以香港大學在1935年至1937年舉辦的中學會考，可能也有國語科。
- 英文文書處理及商業通訊（2002年）
- 科技概論（2002年）
- 圖象傳意（2002年）
- 資訊科技（2002年）
- 設計與科技（另選課程）（2002年）
- 綜合人文（2005年）
- 科學與科技（2005年）
- 電腦與資訊科技（2005年）
- 視覺藝術（2005年）

#### 不能同時報考科目
以下每組科目同一屆考試只能報考其一：
- 膳宿服務、家政 (膳食、家居與家庭)
- 生物、人類生物學
- 佛學、宗教
- 設計與科技、設計與科技 (另選課程)、金工、科技概論
- 經濟與公共事務、經濟
- 經濟與公共事務、政府與公共事務
- 工程科學、物理
- 英國語文 (課程甲)、英國語文 (課程乙)
- 時裝及成衣、家政 (服裝與設計)
- 圖象傳意、工業繪圖
- 英文打字、英文文書處理及商業通訊

### 英國語文科
於1996年至2006年，香港中學會考的英國語文科課程大改革，課程甲及課程乙統一考核模式，課程更近似1994年至2013年高考英語運用科考核模式，卷一仍為寫作（Writing），唯由四題選答一題改成三題選答一題，考試時間為1小時10分鐘，佔26%，卷二仍為閱讀理解及語文運用（Reading Comprehension and Usage），甲部仍為閱讀理解，設兩篇文章，全部題目為多項選擇題，但變成每題2分，以反映閱讀能力之重要性，建議用40分鐘作答，但乙部語文運用除原有的選擇填充（Mulitple Choice Cloze），更加入了填充（Open Cloze），配對（Matching），改寫（Rewriting）及校對（Proof Reading）的開放式題目，每題1分，建議用50分鐘作答，考試時間由1小時增至1小時30分鐘，比重由20%增加至24%，卷三由聆聽卷改成聆聽，閱讀及綜合寫作卷（Integrated Listening, Reading and Writing），甲部仍為短項目Short Task聆聽，分4個Sections，佔10%，乙部延伸項目Extended Task改為綜合能力，佔22%，試卷附有資料夾（Data File），乙部會先播放聆聽資料，考生要利用錄音帶資料及資料夾資料選取合適資料完成幾個Tasks，最少一個為寫作，考試時間約為1小時45分鐘（乙部聆聽資料播放完後有一小時作答時間，試題答題簿封面會列明每個Task建議作答時間），比重由15%大幅增加至32%，卷四口試（Oral）由朗讀及對話大幅修改為角色扮演（Role Play）及小組討論（Group Discussion）。甲部角色扮演，準備時間為6分鐘及有4分鐘完成兩個tasks，乙部小組討論，一般以4人為一組準備時間為2分鐘及討論時間為6分鐘（1996年考試準備時間為1分鐘及討論時間為5分鐘），兩部份主題相關，兩部份比重相同，比重由10%大幅增加至18%，以反映說話能力之重要性，考試時間為30分鐘。
於2006年以前，香港中學會考的英國語文科，提供兩個課程——課程甲（Syllabus A）及課程乙（Syllabus B），源自以前中中會考和英中會考的英文科課程。課程乙的程度較深，成績評級則等同普通教育文憑GCE O-Level水準。而課程甲主要是給一些英語能力較遜的人報讀，是考評局和政府所承認的成績制度。
在1998年母語教學制度實施及以前，超過75%的應屆考生都報考課程乙的考試。但在1998年後至課程合併前，報考課程甲的人數逐年地增加，特別在2004年以後，大約有3成的學生都報考較易的課程甲的課程。母語教學制度實施下的英文中學皆報考課程乙的課程，而中文中學則有各自的做法：全部學生皆指定應考課程甲或乙，或按學生校內成績決定他適合應考的課程。
在考評局的成績證書背後註明，課程甲的C級成績，等同於課程乙的E級成績（即減去兩級），而政府和大部分公營機構亦承認這兩個英文課程的成績關係。然而課程甲的成績不能銜接GCE O-Level，大部分的大學課程和部分機構也不承認課程甲的成績。而且，在過去考評局對於應屆高考英語運用科的考生成績和他們（兩年前）應屆會考成績所比較得出的數據，課程甲取得C級以上並在高考取得及格的比率，遠比課程乙取得E級並在高考取得及格的比率低。所以雖然社會普遍接受課程甲乙約有兩個成績等級的差距，在實際英語水平而言，兩個課程的差距並未能確實反映出來。故此，雖然在教統局計算收生積點和考評局報考高考上，課程甲和乙並沒有等級差別。然而個別學校可在計算分數時，減去課程甲考生的英文科積點，甚至不取錄該學生。

### 英文科考試改革
2007年英國語文考試形式改革，因考評局認為課程甲是負面標籤學生的英語水平，故同時廢除了兩個課程，改為統一課程。這次改革亦為日後中學文憑試作準備，但為遷就原本只有課程甲水平的考生，新課程的整體難度比起舊課程略為調低，這令不少學校擔心考生的英語水平，不足以應付比會考艱深得多的高考英語運用科，於是把收生要求的英文科最低要求，提升至第三，甚至第四級。
會考英國語文科考試改革後，與中國語文科一同改以水平參照評級。試卷形式亦有所改動。在新制度下，卷一分A和B兩部，兩部分的主題一致，分別考核學生的閱讀和寫作能力，閱讀部份加入用文字作答題目，文法亦會在該部份考核，而非舊課程全部選擇題，寫作部份分short task及long task。Short task為必答題，Long task兩題選一題，字數要求約250字；卷二考聆聽及綜合能力，圍繞同一主題；卷三則考會話。會話考試有較大的改動，分為小組討論（Group Discussion）和個人對答（Individual Response）。小組討論有5分鐘時間準備，較以往兩分鐘為多，要閱讀的資料亦較多。個人對答則是新環節，要求就先前討論的話題，對考官的一項提問作出一分鐘的回應。問題的難度取決於小組討論的表現，分數較高的話會有較高難度問題，相反問題會較容易。說話卷甲乙部份不會設指定比重去分別評分，而是綜合評分，即按甲部小組討論考試表現設有一個等級，然後再按乙部個人對答表現去調整甲部小組討論等級（可以上調一個等級，維持等級或下調一個等級），作為該卷的等級。校本評核（School-based Assessment）為新項目，學生在校時需對曾閱讀的書籍或看過的片段或電影完成個人短講及小組討論，以及回答老師的提問，老師會就學生的表現作出評核，分數佔全科15%。校本評核其實是說話能力考核一部份。改革後的課程會於新高中考試中繼續使用，只是閱讀和寫作變成兩張獨立試卷，主題不相關。閱讀卷分為甲、乙兩部份。聆聽及綜合卷分為甲、乙兩部份，甲部為聆聽，圍繞同一主題，乙部為綜合能力。卷一閱讀及卷三聆聽及綜合卷甲部必須作答，乙部分較易B1部份及較難B2部份。考生可選取B1或B2其中一部份。兩卷中B1部份得分會乘一個折扣換算成B2部份得分，分數越低，折扣越大，然加上甲部得分後給予該卷一個等級。折扣多少每年不同，受考生甲部表現及B1部份難度影響。選取B1部份的最高只可獲第4級，選取B2部份最高可獲第5**級。
| 1996年以前（課程甲） | 1996年以前（課程甲）                                                                         | 1996年以前（課程甲） | 1996年以前（課程甲） | 1996年以前（課程乙） | 1996年以前（課程乙）                                                                                             | 1996年以前（課程乙） | 1996年以前（課程乙） | 1996年至2006年（兩課程同形式） | 1996年至2006年（兩課程同形式）                                                     | 1996年至2006年（兩課程同形式） | 1996年至2006年（兩課程同形式） | 2007年至2011年          | 2007年至2011年                                              | 2007年至2011年          | 2007年至2011年 | 2012年至今 | 2012年至今 | 2012年至今 | 2012年至今 |
| -------------------- | -------------------------------------------------------------------------------------------- | -------------------- | -------------------- | -------------------- | --- | -------------------- | -------------------- | ------------------------------ | ---------------------------------------------------------------------------------- | ------------------------------ | ------------------------------ | ----------------------- | ----------------------------------------------------------- | ----------------------- | -------------- | --- | --- | --- | ---------- |
| 試卷                 | 試卷                                                                                         | 時間                 | 比重                 | 試卷                 | 試卷 | 時間                 | 比重                 | 試卷                           | 試卷                                                                               | 時間                           | 比重                           | 試卷                    | 試卷                                                        | 時間                    | 比重           | 試卷 | 試卷 | 時間 | 比重       |
| Paper I              | Composition, Comprehension and Usage Section A Composition Section B Comprehension and Usage | 2小時10分鐘          | 55%                  | Paper I              | Composition | 1小時10分            | 25%                  | Paper I                        | Writing                                                                            | 1小時10分                      | 26%                            | Paper 1A                | Reading                                                     | 1小時                   | 20%            | Paper 1 | Reading Part A Compulsory Part Part B1 Easier Section Part B2 More Difficult Section                                         | 1小時30分 | 20%        |
| Paper II             | Comprehension and Usage (M.C. Questions)                                                     | 1小時                | 20%                  | Paper II             | Comprehension and Usage (M.C. Questions)                                                                         | 1小時                | 20%                  | Paper II                       | Reading Comprehension and Usage                                                    | 1小時30分                      | 24%                            | Paper 1B                | Writing                                                     | 1小時30分               | 20%            | Paper 2 | Writing Part A Compulsory Part (Short Task) Part B Elective Part (Long Task) (delinked with Elective Part from 2024 onwards) | 2小時 | 25%        |
| Paper III            | Listening Comprehension Section A Short items Section B Extended listening                   | 約45分鐘             | 15%                  | Paper III            | Listening Comprehension Section A Short items Section B Extended listening                                       | 約45分鐘             | 15%                  | Paper III                      | Integrated Listening, Reading and Writing Part A Short Tasks Part B Extended Tasks | 1小時45分                      | 32%                            | Paper 2                 | Listening and Integrated Skills                             | 2小時                   | 30%            | Paper 3 | Listening and Integrated Skills Part A Compulsory Part Part B1 Easier Section Part B2 More Difficult Section                 | 2小時 | 30%        |
| Paper IV             | Oral English Section A Reading and Dialogue Section B Conversation                           | 每名考生約5分鐘      | 10%                  | Paper IV             | Oral English Section A Reading and Dialogue Section B Conversation                                               | 每名考生約5分鐘      | 10%                  | Paper IV                       | Oral Part A Role Play Part B Group Interaction                                     | 每名考生約10分鐘               | 18%                            | Paper 3                 | Speaking Part A Group Discussion Part B Individual Response | 12分鐘                  | 15%            | Paper 4 | Speaking Part A Group Interaction Part B Individual Response                                                                 | 12分鐘 | 10%        |
|                      |                                                                                              |                      |                      | Paper V              | Summary, Directed Writing and Comprehension Section A Summary Section B Directed Writing Section C Comprehension | 1小時30分鐘          | 30%                  |                                |                                                                                    |                                |                                | School-based assessment | School-based assessment                                     | School-based assessment | 15%            | School-based assessment Part A Compulsory Part Part B Elective Part (Parts A and B combined from 2024 onwards) | School-based assessment Part A Compulsory Part Part B Elective Part (Parts A and B combined from 2024 onwards)               | School-based assessment Part A Compulsory Part Part B Elective Part (Parts A and B combined from 2024 onwards) | 15%        |

### 聆聽考試
1986年，會考英文科課程甲和課程乙首次加入聆聽考試。當時聆聽測驗是在裝有無線感應迴線系統的試場舉行，考試局向考生供應聽筒。課程乙的考生眾多，計有十萬多人，安裝和維護器材又耗費不少，使得有器材的試場不敷應用。課程乙聆聽考試，因此需於連續兩日舉行五節，首日三節，次日兩節，試卷亦要設五個版本。各版本間考生整體分數難免有明顯差距，需要進行調整。課程甲因考生人數少，聆聽考試無需分節。
為解決上述問題，考試局在1995年起率先嘗試將課程乙聆聽考試錄音交由香港電台廣播，考生須自備耳筒收音機應試。此舉也是要預備1996年英文科的新課程，原來的聆聽卷改為聆聽、閱讀和寫作綜合卷，不適宜再採用多種版本。1995年的聆聽考試由香港電台第二台、第四台、第五台播放，1996年到2002年由第四台播放，2003年起由第二台播放。1998年起，課程甲聆聽考試亦由電台廣播。2007年，會考中文科（廣東話組）首次加入聆聽考試。至於普通話科和中文科（普通話組）就以試場的播音系統播出。
由於本港各區接收電台訊號的穩定性不一，考評局幾乎每年都收到訊號干擾的報告，招致考生不滿。早年曾有試場被的士台無線電訊號干擾，或因電力中斷而令廣播受阻。每年聆聽考試日，港台均會特別調派人手駐守發射站，並安排後備錄音帶以備不時之需。考評局亦於2009年開始，在部份電台接收差的試場，安裝紅外線接收系統。

### 中文科考試改革
考評局於2005年5月宣佈，2007年會考中國語文科評級方法會由以往的全常模參照（俗稱「拉曲線」）改為水平參照（但5*級將保留常模參照）及取消考核26篇範文之安排（因把部分詩和詞合輯成1個範文，故實際上有32篇），變相給予各間學校老師設計合適學生程度課程的彈性，這次改革亦為日後中學文憑試作準備。換言之，2006年是當時最後一年使用範文設題考問學生；但因應教育界及學生意見，考評局由2018年起重設文言文範文評核，部分於考試中考核的文言文範文更是出自於考評局26篇指定文章。試卷中全部試題必須作答，題型包括多項選擇題、短問答、填表、三式判斷題等而非舊學制的長問答。
2006年以前的會考中文科總共有兩卷，每卷兩小時，兩卷各佔總分50%：卷一為作文及語文運用，甲部作文設三題，選作一題，多為記敘/抒情文、描寫文及議論/說明文，可使用語體文或文言文，語體文至少600字，文言文至少400字，佔卷一70%，乙部語文運用包括短文寫作及或看圖寫作及綜合改寫，全部題目必須作答，佔卷一30%。卷二是閱讀理解和讀本問題，甲部為閱讀理解，包括一篇白話文及一篇文言文，設若干題目，全部題目必須作答，佔卷二30%每卷兩小時，乙部為讀本問題，考生須在6題中選答4題，乙部佔卷二70%。題目考核範文主旨、體裁、內容及寫作手法。一般而言，因為題數所限（只設6題），每次考試中通常只會選擇約10至15篇範文提問（白話文及文言文比重大致相同）。此26篇範文從1993年會考開始採用，有13篇文言文，13篇語體文。而1980年至1992年會考中文科，則設三組課文：共同課文、甲組課文和乙組課文。共同課文有9篇文言文，14篇語體文，共23篇；甲組課文有5篇，全為文言文，乙組課文有7篇，全為語體文。共同課文必考，甲乙兩組選考一組。
1. 以畫為喻（葉紹鈞）
2. 曹劌論戰（左傳）
3. 花潮（李廣田）
4. 敬業與樂業（梁啟超）
5. 醉翁亭記（歐陽修）
6. 驀然回首（白先勇）
7. 前出師表（諸葛亮）[70]
8. 新詩三首（也許（聞一多）、 再別康橋（徐志摩）、 聽陳蕾士的琴箏（黃國彬））
9. 古詩兩首（將進酒（李白）、 兵車行（杜甫））
10. 我看大明湖（梁容若）
11. 廉頗藺相如列傳[71]（司馬遷）[70]
12. 竹林深處人家（黃蒙田）
13. 六國論（蘇洵）[70]
14. 歸去來辭並序（陶潛）
15. 漢字的結構（左民安）
16. 請客（王力）
17. 齊桓晉文之事章[72]（孟子）[73]
18. 孔乙己（魯迅）
19. 始得西山宴遊記（柳宗元）[70]
20. 我和我的唐山 [74]（錢鋼）
21. 詞四首（念奴嬌（蘇軾）、一剪梅（李清照）、青玉案（辛棄疾）、 揚州慢（姜夔））[75]
22. 論仁、論君子[76]（論語）[77]
23. 范進中舉[78]（吳敬梓）
24. 弔古戰場文（李華）
25. 店舖（西西）
26. 庖丁解牛[79]（莊子）[73]

- 甲、乙組共同課文篇目

1. 潮汐和船（秦牧）（自「船是平常不過的東西」至「作為它的腦子和心臟了」）、榕樹的美髯（秦牧）（自「有一些樹木」至「還有甚麼地方不能生長的呢」）
2. 我看大明湖（梁容若）
3. 醉翁亭記（歐陽修）
4. 一個人在途上（郁達夫）
5. 畫（蘇雪林）
6. 宋明遊記文選：記承天寺夜游（蘇軾）、滿井游記（袁宏道）（自「燕地寒．花朝節後」至「而城居者未之知也」）、香山（袁中道）
7. 青年和科學（毛子水）
8. 新詩三首：也許（聞一多）、再別康橋（徐志摩）、答客問（臧克家）
9. 漿聲燈影裏的秦淮河（朱自清）
10. 廉頗藺相如列傳（司馬遷）（自「廉頗者，趙之良將也」至「為刎頸之交」）
11. 人、物、語言（老舍）
12. 第一個半天的工作（茅盾）
13. 出師表（諸葛亮）
14. 六國論（蘇洵）
15. 莊暴見孟子章（孟子）
16. 赤壁之戰（資治通鑑）（自「初，魯肅聞劉表卒」至「引軍北還」）
17. 讀伊索寓言（錢鍾書）
18. 一封談寫作的信（何其芳）
19. 散文三試（靳以）（苦痛和快樂、生命與愛、希望的花朵）
20. 復多爾袞書（史可法）
21. 趙盾諫靈公（左傳）
22. 讀書的藝術（林語堂）（自「讀書或書籍的享受」至「還要豐富得多」）
23. 日出（曹禺）（第二幕，自「李石清由中門進」至「把黃省三拖下去」）

- 選考甲組課文篇目

1. 捕蛇者說（柳宗元）
2. 張中丞傳後敘（韓愈）
3. 中山狼傳（馬中錫）
4. 蘇秦為趙合從說楚威王（楚策一）（戰國策）
5. 材論（王安石）

- 選考乙組課文篇目

1. 山水（李廣田）
2. 談描繪（趙友培）
3. 翡冷翠山居閒話（徐志摩）
4. 牛（沈從文）（自「有這樣事情發生」至「大牛伯牽他的牛回家」）
5. 遊戲（曹孚）（自「人類生而有活動的本能」至「是可以被容許的」）
6. 范進中舉（儒林外史）（第三回，自「范進進學回家」至「不夠你賞人」）
7. 夜（徐訏）

1. 漢魏六朝詩選：戰城南 (漢樂府詩)、西北有高樓 (古詩)、贈白馬王彪並序 (曹植)、結廬在人境 (陶潛)
2. 論説話 (朱自清)
3. 出師表 (諸葛亮)
4. 我們對於一棵古松的三種態度 (朱光潛)
5. 柳子厚墓誌銘 (韓愈)
6. 雜説(世有伯樂) (韓愈)
7. 教育家的孔子 (張蔭麟)
8. 始得西山宴遊記 (柳宗元)
9. 讀者可以自負之處 (夏丐尊)
10. 論公德 (梁啟超)
11. 論文思 (蘇雪林)
12. 唐宋詩選: 宣州謝眺樓餞別校書叔雲 (李白); 宿江邊閣 (杜甫) ;明妃曲二首 (王安石)
13. 杜威博士生日演説詞 (蔡元培)
14. 國語的文學，文學的國語 (胡適)
15. 東山.幽風 (詩經)
16. 里仁篇	(論語)
17. 孟子二章《四端章》,《離婁章》）(孟子)
18. 養生主（庖丁解牛）(莊子)
19. 曹劌論戰《左傳》
20. 説文解字第一 (朱自清)
21. 蘇秦為趙合從説楚威王《戰國策》
22. 宋詞選：水調歌頭（明月幾時有）(蘇軾); 永遇樂（京口北固亭懷古）(辛棄疾)
23. 東籬樂府選：小令二• 雙調• 撥不斷 (馬致遠) ;  套數• 般涉調• 哨遍 (馬致遠)
24. 出關與畢侍郎箋	(洪亮吉)
25. 深情與至誠	(傅庚生)

改制後中文科考試，完全模仿會考英文科的形式：考生需考五卷，卷一考核學生的閱讀能力（2018年文憑試起加入甲部指定篇章，佔卷一分數30%，總考試時間延長至1小時30分鐘，考核形式題型包括多項選擇題、短問答、填表、三式判斷題等），卷二考寫作（三題選答一題，不再局限記敘/抒情文、描寫文及議論/說明文三種文體寫作，更加入開放型題目，不限體裁），卷三考聆聽能力，卷四考說話能力，卷五則是綜合能力考核（試卷三及試卷五考試在同一天進行，先播放試卷三錄音，完成試卷三會隨即播放試卷五的錄音，2016年文憑試起卷三及卷五合併為一卷，聆聽部份較之前短）。考生可以報考廣東話或普通話組。說話分朗讀和小組討論（2014年文憑試起取消朗讀，只設小組討論，小組討論考試加設首輪發言，每位考生1分鐘，隨後是自由發言，考生發言次數及每次發言時間不限）。綜合能力考核是要求考生聆聽一段錄音，以及閱讀文字、圖表的材料後，以寫作方式完成指定任務。校內評估亦為新加入的環節，這是以在學校的閱讀報告或參加語文朗誦活動等為評估的項目，佔全科15%。評分方面以水平參照下，共分1至5*，以5*級最高，1級最低（1級以下不予評級（UNCL））。改革後的課程在後來的中學文憑考試中繼續使用，但是以能力主導的考試，導致學生只顧操練而缺乏語文素養，自2024年文憑試起，回歸至接近傳統的寫作和閱讀兩卷形式，卷一閱讀能力形式維持不變，卷二寫作能力，除原有命題寫作，加入甲部實用寫作，設一條必答題，試題附有參考資料，設字數上限，佔卷二分數30%，考試時間延長至2小時15分鐘，聆聽能力及說話能力在校本評核中考核。
| 試卷   | 試卷           | 時間  | 分部比重 | 全科比重 |
| 試卷一 | 甲部：作文     | 2小時 | 70%      | 50%      |
| 試卷一 | 乙部：語文運用 | 2小時 | 30%      | 50%      |
| 試卷二 | 甲部：閱讀理解 | 2小時 | 30%      | 50%      |
| 試卷二 | 乙部：讀本問題 | 2小時 | 70%      | 50%      |

| 試卷     | 試卷                             | 時間      | 考試比重 | 全科比重 |
| 試卷一   | 閱讀能力                         | 1小時15分 | 20%      | 80%      |
| 試卷二   | 寫作能力                         | 1小時30分 | 20%      | 80%      |
| 試卷三   | 聆聽能力                         | 約45分鐘  | 10%      | 80%      |
| 試卷四   | 說話能力 甲部 朗讀 乙部 口語溝通 | 約25分鐘  | 14%      | 80%      |
| 試卷五   | 綜合能力考核                     | 1小時15分 | 16%      | 80%      |
| 校本評核 | 校本評核                         | 校本評核  | 校本評核 | 20%      |

### 對中文科改革的批評
取消範文的做法受教育界人士猛烈抨擊。他們指出學生要學好中文，背誦優美範文必不可少。考試取消範文，即使教師講授文章，學生以「不考不讀」心態應付，不會深入研讀。另外，取消範文與社會輿論上對背誦古文的習慣有關。有教育界人士指出舊制會考之所以為人咎病，在於學生所背誦的是標準答案，而非文學經典。如一刀切禁止學生背誦，將影響學生的理解能力，以及其高階思維發展。
改革後會考中文科是否真能考核學生水平，亦引起教育界質疑，尤其是有些考生的分部成績有極端差異。新制中文科首年開考，上水風采中學副校長何漢權，形容為「奪命中文科」，指出有一名學生在兩份卷獲5*級，但另外兩份卷竟為「不予評級」。沙田培英中學副校長蒙家強也指出，以往數年中文科皆是全體學生及格，新制下卻有數名學生「不及格」。不少中學都表示，學生覆核中文科人數較往年大增。

### 數學科

#### 早期課程發展
在1964年或以前，英文中學會考設有兩科數學，稱為「數學」及「初級數學」（早期稱Elementary Mathematics，其後稱Lower Mathematics），後者課程是前者的一部分，為能力較差學生而設，算作半科。因為學生程度逐漸提高，1965年取消初級數學。數學科則為傳統課程，分為算術、代數、三角、幾何四部分；其中幾何再分為尺規作圖的實用幾何，以及理論幾何兩部分，着重訓練學生的推理證明。1967年英文中學會考增設附加數學（Additional Mathematics），供能力較好的學生修讀。該科設有兩卷，課程包括三角函數和差及倍角公式、基本微積分、數學歸納法等較深的內容。1968年至1980年，附加數學科加設卷三理論力學，考生可選擇考卷二或卷三。
中文中學會考，自開始已設有兩科數學：稱為「甲組數學」及「乙組數學」，乙組數學為一般程度的中學數學，甲組數學則較深，考生可同時報考兩科。（港英政府文件早期以誤導性的Elementary Mathematics稱呼乙組數學，其後稱為Ordinary Mathematics，甲組數學則稱為Advanced Mathematics）六年制會考時，甲組數學卷一為大代數、三角及立體幾何，卷二為解析幾何及微積分，乙組數學卷一為算術及代數，卷二為幾何及三角，兩科各卷均為二小時；轉為五年制會考後，甲組數學卷一為大代數及三角，卷二為幾何及解析幾何，乙組數學卷一卷二同前，但課程內容有更改。1968年起分別改名「高級數學」及「普通數學」。

#### 改革課程時期
香港1960年代至1970年代，跟隨英美等國的「新數學」運動，引入現代數學的基本理論，例如樸素集合論、向量、圖論、幾何變換等，用以取代原本教授1800年前的數學的中學傳統課程。這兩個課程當時俗稱「新數」和「舊數」。1969年英文中學會考的數學科，首次開設新數學課程考試，稱為「課程乙」。其後中文中學會考也於1973年開設新數學的考試，是為普通數學科的「課程二」。其後兩個會考合併，1974年數學科未合併，因而出現四個課程，至1975年課程合併完成，「新數」「舊數」分別稱為「數學」和「數學（同等課程）」。由於新數學課程一些內容對普通學生太抽象而難於理解，兩個課程逐年修改，直至1983年會考合併為一課程，稱為「課程乙」。課程發展委員會1972年成立後，也設計一個數學課程，在1980年會考首次開考，1980年至1982年稱為「課程三」，1983年起稱為「課程甲」；而1981年和1982年，「數學」和「數學（同等課程）」分別改稱「課程一」和「課程二」。直至1988年會考，會考數學科才合併為單一課程。1988年至1995年，會考數學科卷一甲部短題目佔39分，乙部長題目佔60分，考生須選答5題。1996年及1997年，卷一有改動，卷一甲部短題目增至51分，乙部長題目減至48分，選答題數由5題減至4題。同時，卷一加入少量用文字作答題目。

#### 數學課程再被分割刪減
由於實行九年強迫教育，導致能力低下的學生數目增加。1995年考試局透露，過往十多年數學科的及格分數都只是約30分，是會考科目中最低的。1996年，課程發展議會公布《中學數學科課程剪裁指引》，將數學課程中約三分之二內容界定為「剪裁部分」。能力較差的學生五年中學期間，只需學習剪裁部分。因此自1998年起，會考數學科的兩份試卷，也分為只考「基礎課程」的甲部，和考「整體課程」的乙部，兩卷的甲部分數都佔該卷總分的三分之二，卷一乙部長題目的佔分下降，由之前一年的選答四題，減至選答三題。此新模式令卷一甲部較之前容易，乙部長題目較之前更難。這個模式在2006年課程改革及隨後中學文憑試考試繼續採用，唯乙部題目全部題目必須作答，乙部包含短題目及1至2條長題目。卷一考試時間延長至2小時15分鐘，滿分由99分變成105分，比重佔65%，卷二考試時間減至1小時15分鐘，選擇題由54題減至45題，比重佔35%。
當初剪裁課程推行時，有教育界人士批評，此舉是自欺欺人，學生水平其實無好轉，要解決問題應是改進教學方法。有數學科資深教師指出，考試局為了提高及格率推出剪裁課程，只是削足適履，卻忽略數學課程的整體系統。教育署數學科課程主任回應稱，即使要求數學差的學生讀完整個課程，若不理解也和沒有學一樣。
2000年或之前的香港中學會考附加數學科，設兩試卷，每張試卷時間為2小時，比重相同，與香港高級程度會考純粹數學科模式相似。兩試卷甲部必答短題目，佔42分，而乙部長題目設5題，選答3題，佔48分。卷一主要考核二次方程式及不等式，向量，複數及微分法，卷二主要考核數學歸納法，二項式定理，三角學，積分法及坐標幾何。自2001年會考開始，附加數學科只設一試卷，甲部必答短題目，佔62分，而乙部長題目設6題，選答4題，佔48分。時間為2小時30分。按照《數學課程全面檢討報告》，2001年公布的《附加數學課程指引》，刪減不少內容。經刪減之課程於2004年會考開始實行。而2006年開始的高考純數科課程亦因應2004年會考附加數學科課程改動而有刪減。

### 最多人報考科目
以2005年首次報考的日校考生為例，最多人報考的20個科目如下：
| 男生（33 779人）           | 男生（33 779人）       | 女生（35 847人）           | 女生（35 847人）       |
| 科目                       | 百分率                 | 科目                       | 百分率                 |
| -------------------------- | ---------------------- | -------------------------- | ---------------------- |
| 英國語文 - 課程甲 - 課程乙 | 100.0% - 41.0% - 59.0% | 英國語文 - 課程甲 - 課程乙 | 100.0% - 34.8% - 65.2% |
| 數學                       | 99.9%                  | 數學                       | 99.9%                  |
| 中國語文                   | 99.6%                  | 中國語文                   | 99.6%                  |
| 物理                       | 51.3%                  | 經濟                       | 55.0%                  |
| 化學                       | 50.1%                  | 地理                       | 45.5%                  |
| 生物                       | 48.4%                  | 中國歷史                   | 38.9%                  |
| 經濟                       | 40.8%                  | 生物                       | 35.6%                  |
| 地理                       | 31.8%                  | 化學                       | 34.0%                  |
| 附加數學                   | 31.5%                  | 物理                       | 33.9%                  |
| 電腦與資訊科技             | 31.2%                  | 歷史                       | 29.9%                  |
| 中國歷史                   | 30.3%                  | 會計學原理                 | 28.9%                  |
| 歷史                       | 20.7%                  | 附加數學                   | 22.4%                  |
| 會計學原理                 | 20.3%                  | 電腦與資訊科技             | 19.4%                  |
| 宗教                       | 13.5%                  | 中國文學                   | 18.9%                  |
| 商業                       | 13.0%                  | 商業                       | 15.5%                  |
| 中國文學                   | 10.0%                  | 宗教                       | 13.0%                  |
| 視覺藝術                   | 5.8%                   | 視覺藝術                   | 12.5%                  |
| 旅遊與旅遊業               | 4.0%                   | 普通話                     | 6.1%                   |
| 普通話                     | 3.8%                   | 旅遊與旅遊業               | 6.0%                   |
| 圖象傳意                   | 3.4%                   | 英文文書處理及商業通訊     | 4.1%                   |

### 考試獲准使用物品

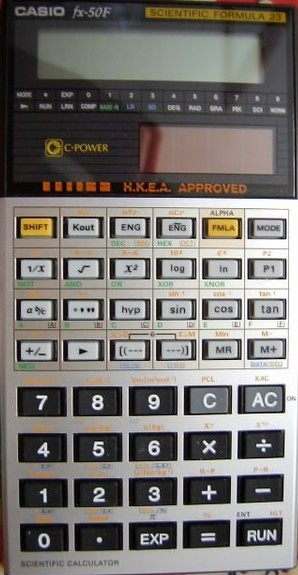
印上"H.K.E.A. APPROVED"標籤的Casio fx-50F

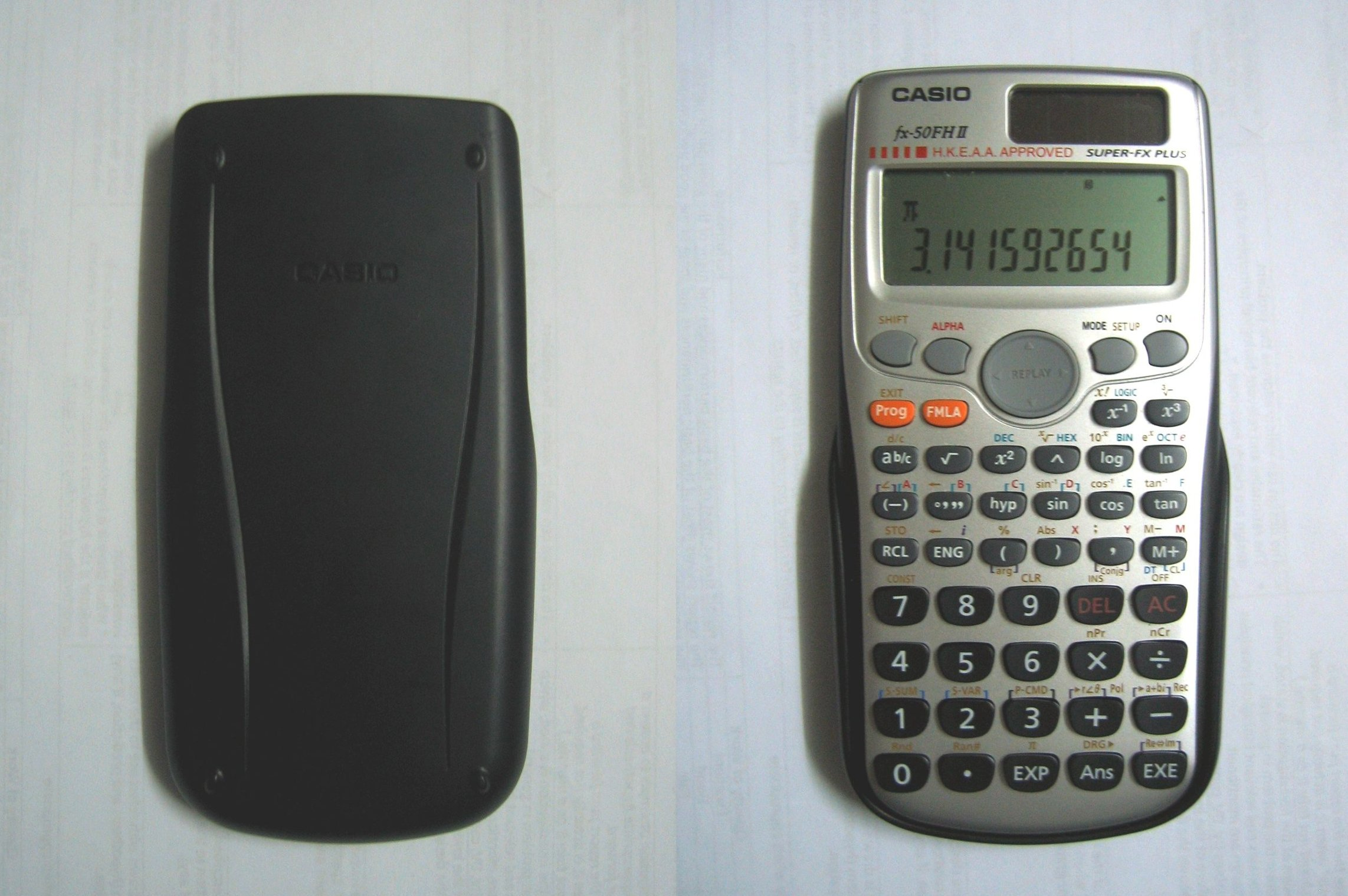
印上"H.K.E.A.A. APPROVED"標籤的Casio fx-50F II

除口試外，考試均採用筆試。考生只可以用原子筆答題，多項選擇題須用HB鉛筆填充答案。
絕大部份科目在考試期間，均不可使用其他物品，宗教科進行時可查閱獲批准的聖經。
語文科聆聽考試，考生須自備耳筒式收音機，接收香港電台播出的考試聲帶，不得使用MP3機。如果接收有問題，考生可以要求往有座檯式收音機的特別室應考。往特別室的考生須填寫報告。如果考生因忘記帶收音機、耳筒或電池，或因遲到超過30分鐘（考生須在開考前45分鐘報到），而要往特別室應考，可能會被扣分。
1980年起，考生可以在個別科目（主要為數理科）使用科學型計算機。90年代初，因為點陣式科學型計算機Casio fx-4100P被破解，可以輸入英文字母
，考試局為防止有考生作弊，只批准考生使用印上印有紅色字「▌▌▌▌█ H.K.E.A. APPROVED」或「▌▌▌▌█ H.K.E.A.A. APPROVED」標籤的科學型計算機（註：H.K.E.A.為考試局英文名縮寫，H.K.E.A.A.為2002年改名考評局後的英文名縮寫）。

## 歷年優異成績學生記錄
香港考試局（今香港考試及評核局）於1978年接辦香港中學會考，考生最多可以報考九科。
從1987年開始，考生可以報考的科目增至十科。
傳媒通常將報考八科或以上而取得全A的學生稱為「八/九/十優狀元」。其時只有個別例子稱一級二等制下的十科全A(01)學生為「超級狀元」。
截至2011年香港中學會考停辦，歷屆會考共創造出不少於239名十優狀元。 另有部份考生通過成績覆核成功晉升10優狀元。2010年放榜後有考生通過成績覆核由 9A1B 升級為10A，成為最後一名10優狀元。
| 年份 | 10優狀元 | 9優狀元 | 狀元就讀學校                                                                 | 大學去向 |
| ---- | -------- | ------- | ---------------------------------------------------------------------------- | --- |
| 1978 |          | 1       | 皇仁書院                                                                     | 香港大學內外全科醫學士，醫學博士 |
| 1979 |          | 1       | 九龍華仁書院                                                                 | 愛丁堡大學醫學院醫科 |
| 1980 |          | 0       |                                                                              | |
| 1981 |          | 1       | 喇沙書院                                                                     | |
| 1982 |          | 6       | 九龍華仁書院                                                                 | |
|      |          |         | 九龍華仁書院                                                                 | |
|      |          |         | 皇仁書院                                                                     | |
|      |          |         | 拔萃女書院                                                                   | |
|      |          |         | 拔萃男書院                                                                   | 獲得香港中英學術基金會學者聯會頒發「莫鳳麟獎學金 Charles Frankland Moore Award」                                                                                                 |
|      |          |         | 真光女書院                                                                   | 香港大學社會科學、歐洲工商管理學院工商管理碩士 |
| 1983 |          | 6       | 英華女學校                                                                   | 獲劍橋大學香港校友會菲臘親王獎學金，於劍橋大學修讀自然科學 |
|      |          |         | 英華女學校                                                                   | 獲得香港中英學術基金會學者聯會頒發「莫鳳麟獎學金 Charles Frankland Moore Award」，香港大學理學士及工商管理碩士                                                                   |
|      |          |         | 皇仁書院                                                                     | 獲怡和獎學金，於劍橋大學修讀醫科 |
|      |          |         | 喇沙書院                                                                     | |
|      |          |         | 聖保羅男女中學                                                               | |
|      |          |         | 佛教大雄中學                                                                 | 香港大學社會工作學學士、社會科學碩士 |
| 1984 |          | 7       | 拔萃男書院                                                                   | 耶魯大學 |
|      |          |         | 拔萃男書院                                                                   | 麻省理工學院 |
|      |          |         | 皇仁書院                                                                     | 獲牛津大學華頓學院李兆基獎學金，於牛津大學修讀物理學 |
|      |          |         | 拔萃女書院                                                                   | |
|      |          |         | 聖保羅男女中學                                                               | 獲劍橋大學香港校友會菲臘親王獎學金，於劍橋大學就讀 |
|      |          |         | 聖保羅書院                                                                   | 香港大學內外全科醫學士 |
|      |          |         | 蘇浙公學                                                                     | 獲得香港中英學術基金會學者聯會頒發「莫鳳麟獎學金 Charles Frankland Moore Award」                                                                                                 |
| 1985 |          | 4       | 拔萃男書院                                                                   | 獲得香港中英學術基金會學者聯會頒發「莫鳳麟獎學金 Charles Frankland Moore Award」；香港大學內外全科醫學士                                                                         |
|      |          |         | 拔萃男書院                                                                   | |
|      |          |         | 皇仁書院                                                                     | 獲劍橋大學香港校友會菲臘親王獎學金，於劍橋大學修讀醫科 |
|      |          |         | 香港華仁書院                                                                 | 獲劍橋大學香港校友會菲臘親王獎學金，於劍橋大學修讀醫科 |
| 1986 |          | 10      | 拔萃男書院                                                                   | 史丹福大學 |
|      |          |         | 拔萃男書院                                                                   | 獲尤德爵士紀念基金海外獎學金 |
|      |          |         | 拔萃男書院                                                                   | 加州大學柏克萊分校 |
|      |          |         | 聖保羅男女中學                                                               | 獲劍橋大學香港校友會菲臘親王獎學金，升讀劍橋大學 |
|      |          |         | 聖保羅男女中學                                                               | 倫敦政治經濟學院 |
|      |          |         | 聖保羅男女中學                                                               | 香港中文大學社會科學 |
|      |          |         | 皇仁書院                                                                     | 獲劍橋大學香港校友會菲臘親王獎學金及尤德爵士紀念基金海外獎學金，於劍橋大學修讀醫科                                                                                               |
|      |          |         | 喇沙書院                                                                     | 獲得香港中英學術基金會學者聯會頒發「莫鳳麟獎學金 Charles Frankland Moore Award」；麻省理工學院                                                                                   |
|      |          |         | 香港華仁書院                                                                 | 劍橋大學法學 |
|      |          |         | 嘉諾撒聖瑪利書院                                                             | 麻省理工學院 |
| 1987 | 1        |         | 香港華仁書院* （*校史上首位10優狀元），盧俊佳為香港首位10優狀元              | 布朗大學電腦系 |
| 1988 | 1        |         | 九龍華仁書院*                                                                | 香港大學工學院、麻省理工學院化學系博士 |
| 1989 | 0        | 21      | 當屆香港中學會考沒有10優狀元，成績最佳之考生為皇仁書院的陳維堅，取得九優一良 | 獲得香港中英學術基金會學者聯會頒發「莫鳳麟獎學金 Charles Frankland Moore Award」，並獲劍橋大學香港校友會菲臘親王獎學金及英國/香港獎學金，于劍橋大學就讀                          |
| 1990 | 2        |         | 香港華仁書院                                                                 | 獲得香港中英學術基金會學者聯會頒發「莫鳳麟獎學金 Charles Frankland Moore Award」；麻省理工學院                                                                                   |
|      |          |         | 拔萃女書院*                                                                  | |
| 1991 | 5        |         | 皇仁書院*，全港第一位10科A(01) 超級狀元                                      | 麻省理工學院 |
|      |          |         | 皇仁書院                                                                     | 獲獎學金於倫斯勒理工學院修讀電腦科學理學士及電腦與系統工程理學士、麻省理工學院科技與政策碩士                                                                                     |
|      |          |         | 拔萃女書院                                                                   | 獲尤德爵士紀念基金海外獎學金，於麻省理工學院修讀物理學 |
|      |          |         | 九龍華仁書院                                                                 | 獲劍橋大學香港校友會菲臘親王獎學金，於劍橋大學修讀法學 |
|      |          |         | 聖保羅男女中學*                                                              | 獲尤德爵士紀念基金海外獎學金 |
| 1992 | 5        |         | 香港華仁書院                                                                 | |
|      |          |         | 香港華仁書院                                                                 | 獲尤德爵士紀念基金海外獎學金，於麻省理工學院修讀電腦學 |
|      |          |         | 香港華仁書院                                                                 | 香港中文大學信息工程學 |
|      |          |         | 拔萃男書院*                                                                  | 劍橋大學經濟學 |
|      |          |         | 瑪利諾修院學校*                                                              | 獲得香港中英學術基金會學者聯會頒發「莫鳳麟獎學金 Charles Frankland Moore Award」                                                                                                 |
| 1993 | 6        |         | 皇仁書院                                                                     | 獲得香港中英學術基金會學者聯會頒發「莫鳳麟獎學金 Charles Frankland Moore Award」；史丹福大學化學工程學士、電腦科學碩士，麻省理工學院化學工程博士                                 |
|      |          |         | 皇仁書院                                                                     | 牛津大學 |
|      |          |         | 香港華仁書院                                                                 | |
|      |          |         | 培正中學*                                                                    | 香港中文大學內外全科醫學士 |
|      |          |         | 慈幼英文學校*                                                                | |
|      |          |         | 喇沙書院*（成績覆核）（文科狀元）                                            | 國立台灣大學法律系 |
| 1994 | 8        |         | 皇仁書院                                                                     | 獲得香港中英學術基金會學者聯會頒發「莫鳳麟獎學金 Charles Frankland Moore Award」；麻省理工學院電腦科學與數學理學士、電腦科學工程碩士及電腦科學博士                               |
|      |          |         | 皇仁書院                                                                     | 獲尤德爵士紀念基金海外獎學金，升讀加州理工學院 |
|      |          |         | 皇仁書院                                                                     | 香港大學修讀土木及結構工程學士，倫敦帝國學院土木工程碩士 |
|      |          |         | 皇仁書院                                                                     | 獲獎學金於加州大學洛杉磯分校修讀電機工程學士及生物醫學工程博士 |
|      |          |         | 香港華仁書院                                                                 | 獲尤德爵士紀念基金海外獎學金，於麻省理工學院修讀經濟學 |
|      |          |         | 香港華仁書院                                                                 | 獲尤德爵士紀念基金海外獎學金，於麻省理工學院修讀土木工程 |
|      |          |         | 喇沙書院                                                                     | 香港中文大學訊息工程 |
|      |          |         | 英皇書院*                                                                    | |
| 1995 | 8        |         | 皇仁書院                                                                     | 獲尤德爵士紀念基金海外獎學金，升讀耶魯大學電腦與經濟雙學位，以及電腦碩士學位 |
|      |          |         | 皇仁書院                                                                     | 獲尤德爵士紀念基金海外獎學金，於史丹福大學修讀電機工程學士、碩士、博士 |
|      |          |         | 皇仁書院                                                                     | 獲尤德爵士紀念基金海外獎學金，於麻省理工學院修讀土木工程 |
|      |          |         | 皇仁書院                                                                     | 芝加哥大學經濟學、數學與統計學 |
|      |          |         | 拔萃女書院                                                                   | 劍橋大學法學 |
|      |          |         | 九龍華仁書院                                                                 | 哥倫比亞大學 |
|      |          |         | 聖保羅男女中學                                                               | 香港大學內外全科醫學士 |
|      |          |         | 沙田官立中學*                                                                | 加州大學洛杉磯分校物理學 |
| 1996 | 5        |         | 皇仁書院                                                                     | 獲得香港中英學術基金會學者聯會頒發「莫鳳麟獎學金 Charles Frankland Moore Award」；德州大學奧斯汀分校                                                                             |
|      |          |         | 皇仁書院                                                                     | 獲恆生銀行海外留學獎學金，於普林斯頓大學修讀電腦，並於麻省理工學院修讀電腦博士                                                                                                   |
|      |          |         | 香港華仁書院                                                                 | 耶魯大學經濟與數學文學士，哈佛法學院法律博士 |
|      |          |         | 香港華仁書院                                                                 | 香港大學內外全科醫學士 |
|      |          |         | 拔萃女書院                                                                   | 獲恆生銀行海外留學獎學金，於哈佛大學修讀經濟學 |
| 1997 | 10       |         | 皇仁書院                                                                     | 獲劍橋大學香港校友會菲臘親王獎學金，升讀劍橋大學 |
|      |          |         | 皇仁書院                                                                     | 獲尤德爵士紀念基金海外獎學金，升讀麻省理工學院 |
|      |          |         | 皇仁書院                                                                     | 賓夕法尼亞大學 |
|      |          |         | 皇仁書院                                                                     | 香港大學土木及結構工程 |
|      |          |         | 拔萃女書院                                                                   | 加州理工學院電機工程 |
|      |          |         | 拔萃女書院                                                                   | 獲尤德爵士紀念基金海外獎學金 |
|      |          |         | 香港華仁書院                                                                 | 獲尤德爵士紀念基金海外獎學金 |
|      |          |         | 九龍華仁書院                                                                 | 獲尤德爵士紀念基金海外獎學金及香港校友會聯會獎學金，於加州大學洛杉磯分校就讀 |
|      |          |         | 沙田官立中學                                                                 | 史丹福大學 |
|      |          |         | 英華書院*                                                                    | 獲尤德爵士紀念基金海外獎學金，於帝國理工學院修讀土木工程學 |
| 1998 | 14       |         | 皇仁書院                                                                     | 獲尤德爵士紀念基金海外獎學金，獲史丹福大學數學學士、統計學碩士，並於賓夕法尼亞大學沃頓商學院獲得統計學博士                                                                       |
|      |          |         | 皇仁書院                                                                     | 獲尤德爵士紀念基金海外獎學金，升讀史丹福大學電腦工程碩士 |
|      |          |         | 皇仁書院                                                                     | 芝加哥大學經濟學和統計學 |
|      |          |         | 皇仁書院                                                                     | 於賓夕法尼亞大學修讀經濟學及工程學，並於耶魯大學修讀金融學博士 |
|      |          |         | 皇仁書院                                                                     | 香港中文大學內外全科醫學士 |
|      |          |         | 九龍華仁書院                                                                 | 香港中文大學材料科學 |
|      |          |         | 九龍華仁書院                                                                 | |
|      |          |         | 拔萃女書院                                                                   | 獲香港校友會聯會獎學金，於哈佛大學修讀應用數學及經濟學 |
|      |          |         | 拔萃男書院                                                                   | 香港中文大學內外全科醫學士 |
|      |          |         | 聖保羅男女中學                                                               | 普林斯頓大學金融學碩士 |
|      |          |         | 聖若瑟書院*                                                                  | 香港中文大學數學系 |
|      |          |         | 伊利沙伯中學*                                                                | 香港大學數學系理學士、碩士、博士 |
|      |          |         | 宣道會陳瑞芝紀念中學*                                                        | 獲香港中英學者基金頒發「莫鳳麟獎學金」；獲香港校友會聯會獎學金，於加州大學洛杉磯分校修讀電腦科學與工程                                                                           |
|      |          |         | 陳瑞祺(喇沙)書院*                                                            | 香港大學內外全科醫學士 |
| 1999 | 11       |         | 拔萃女書院                                                                   | 獲得香港中英學術基金會學者聯會頒發「莫鳳麟獎學金 Charles Frankland Moore Award」；香港中文大學工程系、倫敦政治經濟學院金融及經濟碩士                                             |
|      |          |         | 拔萃女書院                                                                   | 獲尤德爵士紀念基金海外獎學金，升讀加州大學柏克萊分校，並於香港大學取得內外全科醫學士                                                                                             |
|      |          |         | 拔萃女書院                                                                   | 香港中文大學信息工程學 |
|      |          |         | 拔萃女書院                                                                   | 香港大學內外全科醫學士 |
|      |          |         | 拔萃女書院                                                                   | 香港大學內外全科醫學士 |
|      |          |         | 拔萃女書院                                                                   | 香港大學內外全科醫學士 |
|      |          |         | 喇沙書院                                                                     | 香港中文大學信息工程學士、南安普敦大學博士 |
|      |          |         | 喇沙書院                                                                     | 普林斯頓大學 |
|      |          |         | 皇仁書院                                                                     | 獲劍橋大學香港校友會菲臘親王獎學金，於劍橋大學就讀 |
|      |          |         | 皇仁書院（成績覆核）                                                         | 康奈爾大學電機工程及材料科學與工程學士，加州大學聖巴巴拉分校電機工程學碩士及博士                                                                                                 |
|      |          |         | 聖保羅書院*                                                                  | 香港大學內外全科醫學 |
| 2000 | 14       |         | 拔萃女書院                                                                   | 獲得香港中英學術基金會學者聯會頒發「莫鳳麟獎學金 Charles Frankland Moore Award」；獲恆生銀行海外留學獎學金，於哈佛大學修讀經濟學                                                 |
|      |          |         | 拔萃女書院                                                                   | |
|      |          |         | 拔萃女書院                                                                   | 香港大學內外全科醫學士 |
|      |          |         | 香港華仁書院                                                                 | 史丹福大學化學工程 |
|      |          |         | 香港華仁書院                                                                 | |
|      |          |         | 皇仁書院                                                                     | 獲恆生銀行海外留學獎學金，升讀芝加哥大學 |
|      |          |         | 皇仁書院（成績覆核）                                                         | 耶魯大學物理學及歷史學、西北大學凱洛格商學院工商管理碩士及工程管理碩士 |
|      |          |         | 喇沙書院                                                                     | 香港大學 |
|      |          |         | 聖若瑟書院                                                                   | 香港大學內外全科醫學士 |
|      |          |         | 拔萃男書院                                                                   | 獲尤德爵士紀念基金海外獎學金，升讀康奈爾大學理學士及文學士雙學位 |
|      |          |         | 聖保羅男女中學                                                               | 獲恆生銀行海外留學獎學金，升讀普林斯頓大學 |
|      |          |         | 保良局第一張永慶中學*                                                        | |
|      |          |         | 荃灣公立何傳耀紀念中學*                                                      | |
|      |          |         | 順德聯誼總會梁銶琚中學*                                                      | 麻省理工學院 |
| 2001 | 17       |         | 喇沙書院                                                                     | 獲得香港中英學術基金會學者聯會頒發「莫鳳麟獎學金 Charles Frankland Moore Award」；麻省理工學院生物系                                                                             |
|      |          |         | 喇沙書院                                                                     | 香港大學內外全科醫學士 |
|      |          |         | 喇沙書院                                                                     | 香港大學內外全科醫學士 |
|      |          |         | 喇沙書院                                                                     | 獲恆生銀行海外留學獎學金，於倫敦國王學院修讀法律學士 |
|      |          |         | 皇仁書院                                                                     | 獲恆生銀行海外留學獎學金，於杜克大學修讀土木工程學士，並於普林斯頓大學修讀土木工程博士                                                                                           |
|      |          |         | 皇仁書院                                                                     | 耶魯大學數學博士 |
|      |          |         | 皇仁書院                                                                     | 麻省理工學院數學博士 |
|      |          |         | 拔萃女書院                                                                   | 康奈爾大學生物學 |
|      |          |         | 拔萃女書院                                                                   | 香港大學內外全科醫學士 |
|      |          |         | 瑪利諾修院學校*                                                              | 倫敦政治經濟學院經濟學、劍橋大學工商管理碩士 |
|      |          |         | 瑪利諾修院學校*                                                              | |
|      |          |         | 香港華仁書院                                                                 | 香港中文大學保險、財務與精算學 |
|      |          |         | 拔萃男書院                                                                   | 香港大學內外全科醫學士 |
|      |          |         | 聖保羅男女中學                                                               | 獲香港中英學者基金頒發「莫鳳麟獎學金」；香港大學內外全科醫學士 |
|      |          |         | 沙田官立中學                                                                 | 香港中文大學數學系 |
|      |          |         | 聖保羅書院                                                                   | |
|      |          |         | 荃灣官立中學*                                                                | 香港中文大學內外全科醫學士 |
| 2002 | 15       |         | 皇仁書院                                                                     | 獲尤德爵士紀念基金海外獎學金，於芝加哥大學修讀數學、並於范德堡大學獲得數學哲學博士                                                                                               |
|      |          |         | 皇仁書院                                                                     | 香港大學內外全科醫學士 |
|      |          |         | 皇仁書院                                                                     | 香港大學內外全科醫學士 |
|      |          |         | 皇仁書院                                                                     | 香港大學內外全科醫學士及醫學哲學博士 |
|      |          |         | 聖若瑟書院                                                                   | |
|      |          |         | 聖若瑟書院                                                                   | 香港大學內外全科醫學士 |
|      |          |         | 聖若瑟書院                                                                   | 香港大學內外全科醫學士 |
|      |          |         | 聖若瑟書院                                                                   | 香港大學內外全科醫學士 |
|      |          |         | 拔萃女書院                                                                   | 麻省理工學院化學工程、香港大學內外全科醫學士 |
|      |          |         | 拔萃女書院                                                                   | 香港大學內外全科醫學士 |
|      |          |         | 拔萃女書院                                                                   | 香港大學內外全科醫學士 |
|      |          |         | 荃灣官立中學                                                                 | 香港大學 |
|      |          |         | 屯門官立中學*                                                                | 香港大學 |
|      |          |         | 張祝珊英文中學*                                                              | 香港大學精算學 |
|      |          |         | 觀塘瑪利諾書院*                                                              | 香港大學內外全科醫學士 |
| 2003 | 18       |         | 皇仁書院                                                                     | 獲尤德爵士紀念基金海外獎學金，於美國耶魯大學修讀政治科學 |
|      |          |         | 皇仁書院                                                                     | 獲香港校友會聯會獎學金，於芝加哥大學修讀經濟學 |
|      |          |         | 皇仁書院                                                                     | 芝加哥大學經濟學 |
|      |          |         | 皇仁書院                                                                     | 香港中文大學物理學，並獲尤德爵士紀念基金海外研究生獎學金於伊利諾大學厄巴納－香檳分校修讀物理學博士                                                                               |
|      |          |         | 皇仁書院                                                                     | 香港大學內外全科醫學士 |
|      |          |         | 拔萃男書院                                                                   | 香港科技大學環球商業學管理 |
|      |          |         | 拔萃男書院                                                                   | 芝加哥大學經濟學 |
|      |          |         | 拔萃男書院                                                                   | 麻省理工學院化學工程 |
|      |          |         | 拔萃男書院                                                                   | 香港中文大學數學系 |
|      |          |         | 拔萃女書院（當年唯一文科狀元）                                               | 獲恆生銀行海外留學獎學金，於普林斯頓大學修讀公共及國際關係 |
|      |          |         | 拔萃女書院                                                                   | 香港大學內外全科醫學士 |
|      |          |         | 順德聯誼總會梁銶琚中學                                                       | 香港中文大學計量金融學 |
|      |          |         | 順德聯誼總會梁銶琚中學                                                       | |
|      |          |         | 喇沙書院                                                                     | 獲恆生銀行海外留學獎學金，於芝加哥大學修讀經濟學 |
|      |          |         | 九龍華仁書院                                                                 | 史丹福大學數學理學士及統計學理碩士 |
|      |          |         | 荃灣官立中學                                                                 | 香港大學內外全科醫學士 |
|      |          |         | 嘉諾撒聖瑪利書院*                                                            | 牛津大學法學 |
|      |          |         | 德望學校*                                                                    | 康奈爾大學化學工 |
| 2004 | 12       |         | 拔萃女書院                                                                   | 獲怡和獎學金，於劍橋大學修讀法學 |
|      |          |         | 拔萃女書院                                                                   | 賓夕法尼亞大學哲學、政治學及經濟學與市場學 |
|      |          |         | 拔萃女書院                                                                   | 香港大學內外全科醫學士 |
|      |          |         | 拔萃男書院                                                                   | 香港中文大學計量金融學 |
|      |          |         | 拔萃男書院                                                                   | 獲尤德爵士紀念基金海外獎學金，於麻省理工學院修讀天文學 |
|      |          |         | 皇仁書院                                                                     | 獲得香港中英學術基金會學者聯會頒發「莫鳳麟獎學金 Charles Frankland Moore Award」；獲尤德爵士紀念基金海外獎學金及香港校友會聯會獎學金，於賓夕法尼亞大學修讀金融、會計、統計及數學 |
|      |          |         | 喇沙書院                                                                     | 香港大學工商管理學學士（法學） |
|      |          |         | 聖若瑟書院                                                                   | 香港大學內外全科醫學士 |
|      |          |         | 聖保羅男女中學                                                               | 香港大學國際商業及環球管理 |
|      |          |         | 順德聯誼總會梁銶琚中學                                                       | 獲香港校友會聯會獎學金，於麻省理工學院修讀經濟學 |
|      |          |         | 英皇書院                                                                     | 香港大學內外全科醫學士 |
|      |          |         | 聖保祿學校*                                                                  | 約翰霍普金斯大學、加州理工學院化學工程碩士及博士 |
| 2005 | 15       |         | 皇仁書院                                                                     | 獲尤德爵士紀念基金海外獎學金及香港校友會聯會獎學金，於賓夕法尼亞大學修讀學士、沃頓商學院碩士、博士                                                                               |
|      |          |         | 皇仁書院                                                                     | |
|      |          |         | 皇仁書院                                                                     | 香港大學內外全科醫學士 |
|      |          |         | 皇仁書院                                                                     | 香港大學內外全科醫學士 |
|      |          |         | 喇沙書院                                                                     | 獲得香港中英學術基金會學者聯會頒發「莫鳳麟獎學金 Charles Frankland Moore Award」；香港大學內外全科醫學士                                                                         |
|      |          |         | 喇沙書院                                                                     | 香港大學內外全科醫學士 |
|      |          |         | 喇沙書院                                                                     | 香港中文大學藥劑學 |
|      |          |         | 荃灣官立中學                                                                 | 香港大學內外全科醫學士 |
|      |          |         | 荃灣官立中學                                                                 | 香港大學內外全科醫學士 |
|      |          |         | 荃灣官立中學                                                                 | 香港大學精算學 |
|      |          |         | 拔萃女書院                                                                   | 香港大學內外全科醫學士 |
|      |          |         | 香港華仁書院                                                                 | 華威大學數學、運籌學、統計學及經濟學 |
|      |          |         | 拔萃男書院                                                                   | 獲香港校友會聯會獎學金，於加州大學怕克萊分校修讀物理學 |
|      |          |         | 嘉諾撒聖瑪利書院                                                             | 香港大學內外全科醫學士 |
|      |          |         | 培正中學                                                                     | 香港大學內外全科醫學士 |
| 2006 | 25       |         | 皇仁書院                                                                     | 獲得香港中英學術基金會學者聯會頒發「莫鳳麟獎學金 Charles Frankland Moore Award」；獲多倫多大學香港獎學金，升讀多倫多大學                                                         |
|      |          |         | 皇仁書院                                                                     | 獲尤德爵士紀念基金海外獎學金，於賓夕法尼亞大學修讀政治、哲學、經濟 |
|      |          |         | 皇仁書院                                                                     | 芝加哥大學經濟學博士 |
|      |          |         | 皇仁書院                                                                     | 香港科技大學環球商業管理、香港大學法律碩士、並獲韋斯頓獎學金於牛津大學修讀法學碩士                                                                                               |
|      |          |         | 皇仁書院                                                                     | 香港大學內外全科醫學士 |
|      |          |         | 皇仁書院                                                                     | 獲香港校友會聯會獎學金，於芝加哥大學修讀經濟學及工商管理碩士 |
|      |          |         | 拔萃女書院                                                                   | 芝加哥大學經濟及公共政策學與芝加哥大學布斯商學院工商管理碩士 |
|      |          |         | 拔萃女書院                                                                   | 香港中文大學環球商業學 |
|      |          |         | 拔萃女書院                                                                   | 香港大學內外全科醫學士 |
|      |          |         | 拔萃女書院                                                                   | 香港大學內外全科醫學士 |
|      |          |         | 聖保羅男女中學                                                               | |
|      |          |         | 聖保羅男女中學                                                               | 香港大學內外全科醫學士 |
|      |          |         | 聖保羅男女中學                                                               | 香港大學內外全科醫學士 |
|      |          |         | 聖若瑟書院                                                                   | 香港大學內外全科醫學士 |
|      |          |         | 聖若瑟書院                                                                   | 香港大學內外全科醫學士 |
|      |          |         | 喇沙書院                                                                     | 香港中文大學環球商業學 |
|      |          |         | 拔萃男書院                                                                   | 香港大學內外全科醫學士 |
|      |          |         | 順德聯誼總會梁銶琚中學                                                       | 香港大學國際商業及環球管理 |
|      |          |         | 沙田官立中學                                                                 | 香港大學內外全科醫學士 |
|      |          |         | 聖保祿學校                                                                   | 牛津大學法學 |
|      |          |         | 德望學校                                                                     | 香港大學內外全科醫學士 |
|      |          |         | 新界鄉議局元朗區中學*                                                        | 香港中文大學保險、財務與精算學及地理 |
|      |          |         | 天主教崇德英文書院*                                                          | 香港大學 |
|      |          |         | 宣道會鄭榮之中學*                                                            | 香港大學內外全科醫學士 |
|      |          |         | 保良局董玉娣中學*                                                            | 香港大學精算學 |
| 2007 | 10       |         | 喇沙書院                                                                     | 香港中文大學環球商業學 |
|      |          |         | 喇沙書院                                                                     | 香港大學內外全科醫學士 |
|      |          |         | 喇沙書院                                                                     | 香港大學內外全科醫學士 |
|      |          |         | 皇仁書院                                                                     | 獲得香港中英學術基金會學者聯會頒發「莫鳳麟獎學金 Charles Frankland Moore Award」；並於荷蘭鹿特丹伊拉斯姆斯大學歷史、文化與傳播學院修讀哲學博士學位                               |
|      |          |         | 皇仁書院                                                                     | 香港大學內外全科醫學士 |
|      |          |         | 聖保羅男女中學                                                               | 賓夕法尼亞大學藝術史文學士及沃頓商學院經濟學理學士 |
|      |          |         | 聖保羅男女中學                                                               | 賓夕法尼亞大學經濟學 |
|      |          |         | 聖若瑟書院                                                                   | 香港大學 |
|      |          |         | 拔萃男書院                                                                   | 普林斯頓大學 |
|      |          |         | 順德聯誼總會梁銶琚中學                                                       | 香港中文大學環球商業學 |
| 2008 | 16       |         | 喇沙書院                                                                     | 香港大學工商管理學學士(法學)及法學士(雙學位課程) |
|      |          |         | 喇沙書院                                                                     | 香港大學精算學 |
|      |          |         | 喇沙書院                                                                     | 香港中文大學環球商業學 |
|      |          |         | 喇沙書院                                                                     | 香港大學精算學 |
|      |          |         | 拔萃男書院                                                                   | 香港大學工商管理學學士(法學)及法學士(雙學位課程)，牛津大學香港羅德學人 |
|      |          |         | 拔萃男書院                                                                   | 香港大學內外全科醫學士 |
|      |          |         | 道教聯合會鄧顯紀念中學                                                       | 香港大學內外全科醫學士 |
|      |          |         | 道教聯合會鄧顯紀念中學 (成績覆核)*                                           | 香港中文大學環球商業學 |
|      |          |         | 皇仁書院                                                                     | 香港大學內外全科醫學士 |
|      |          |         | 香港華仁書院                                                                 | 香港大學內外全科醫學士 |
|      |          |         | 聖若瑟書院                                                                   | 香港大學內外全科醫學士 |
|      |          |         | 聖保羅男女中學                                                               | 普林斯頓大學公共及國際事務系 |
|      |          |         | 順德聯誼總會梁銶琚中學                                                       | 香港中文大學環球商業學 |
|      |          |         | 荃灣官立中學                                                                 | 香港中文大學藥劑系 |
|      |          |         | 聖士提反女子中學*                                                            | 香港中文大學經濟系 |
|      |          |         | 聖公會林護紀念中學*                                                          | 獲得香港中英學術基金會學者聯會頒發「莫鳳麟獎學金 Charles Frankland Moore Award」；香港大學內外全科醫學士                                                                         |
| 2009 | 14       |         | 拔萃女書院                                                                   | 劍橋大學法學 （該考生為其後成為藝人的麥明詩） |
|      |          |         | 拔萃女書院                                                                   | 倫敦政治經濟學院法學士 |
|      |          |         | 拔萃女書院                                                                   | 香港大學內外全科醫學士 |
|      |          |         | 拔萃女書院（成績覆核）                                                       | 密西根大學安娜堡分校工業與運籌工程學（ |
|      |          |         | 拔萃男書院（文科狀元）                                                       | 香港大學法學 |
|      |          |         | 拔萃男書院                                                                   | 香港大學內外全科醫學士 |
|      |          |         | 皇仁書院                                                                     | 香港大學社會科學學士(政治學與法學)及法學士(雙學位課程)、哈佛大學法學碩士 |
|      |          |         | 喇沙書院                                                                     | 香港中文大學環球商業學 |
|      |          |         | 聖若瑟書院                                                                   | 香港大學內外全科醫學士 |
|      |          |         | 順德聯誼總會梁銶琚中學                                                       | 香港大學內外全科醫學士 |
|      |          |         | 荃灣官立中學                                                                 | 香港大學內外全科醫學士 |
|      |          |         | 瑪利諾修院學校                                                               | 獲得香港中英學術基金會學者聯會頒發「莫鳳麟獎學金 Charles Frankland Moore Award」；香港大學內外全科醫學士                                                                         |
|      |          |         | 聖士提反書院*                                                                | 香港中文大學環球商業學 |
|      |          |         | 迦密柏雨中學*                                                                | 香港科技大學環球商業管理 |
| 2010 | 17       |         | 聖若瑟書院                                                                   | 香港大學工商管理學學士(法學)及法學士(雙學位課程) |
|      |          |         | 聖若瑟書院                                                                   | 香港科技大學環球商業管理 |
|      |          |         | 聖若瑟書院                                                                   | 香港科技大學環境管理與科技系，中五畢業後直升大學一年級 |
|      |          |         | 聖若瑟書院                                                                   | 香港大學內外全科醫學士 |
|      |          |         | 皇仁書院                                                                     | 獲香港校友會聯會獎學金，於麻省理工學院修讀數學學士，並於史丹福大學修讀數學博士                                                                                                   |
|      |          |         | 皇仁書院                                                                     | 獲香港校友會聯會獎學金，於楊百翰大學就讀，並於芝加哥大學獲得經濟學博士 |
|      |          |         | 皇仁書院                                                                     | 香港大學內外全科醫學士 |
|      |          |         | 拔萃女書院                                                                   | 香港大學內外全科醫學士 |
|      |          |         | 拔萃女書院                                                                   | 香港大學內外全科醫學士 |
|      |          |         | 拔萃女書院                                                                   | 香港中文大學工商管理學士 |
|      |          |         | 喇沙書院                                                                     | 香港大學內外全科醫學士 |
|      |          |         | 喇沙書院                                                                     | 香港中文大學環球商業學 |
|      |          |         | 聖保羅男女中學                                                               | 香港中文大學環球商業學 |
|      |          |         | 英皇書院                                                                     | 獲得香港中英學術基金會學者聯會頒發「莫鳳麟獎學金 Charles Frankland Moore Award」；香港大學內外全科醫學士                                                                         |
|      |          |         | 觀塘瑪利諾書院                                                               | 香港科技大學環球商業管理 |
|      |          |         | 聖公會林護紀念中學                                                           | 香港大學內外全科醫學士 |
|      |          |         | 香港華仁書院（成績覆核）                                                     | 香港大學內外全科醫學士 |

### 歷屆香港中學會考十優狀元學校（1987-2010）
1987年為首屆設有十科報考機制，最後一屆為2011年香港中學會考，每年會考放榜，傳媒均聚焦於會考狀元，傳統名校視之為一個具指標性的基準。
歷屆香港中學會考產生不少於239名10優狀元，另有部份考生通過成績覆核成功晉升10優狀元。2010年放榜後有考生通過成績覆核由 9A1B 升級為10A，成為最後一名10優狀元。
| 編號 | 學校                       | 狀元人數 | 10優狀元年份分佈（1987-2010） |
| ---- | -------------------------- | -------- | --- |
| 1    | 慈幼英文學校               | 1        | 1993 |
| 2    | 英華書院                   | 1        | 1997 |
| 3    | 宣道會陳瑞芝紀念中學       | 1        | 1998 |
| 4    | 陳瑞祺(喇沙)書院           | 1        | 1998 |
| 5    | 伊利沙伯中學               | 1        | 1998 |
| 6    | 保良局第一張永慶中學       | 1        | 2000 |
| 7    | 荃灣公立何傳耀紀念中學     | 1        | 2000 |
| 8    | 屯門官立中學               | 1        | 2002 |
| 9    | 張祝珊英文中學             | 1        | 2002 |
| 10   | 新界鄉議局元朗區中學       | 1        | 2006 |
| 11   | 天主教崇德英文書院         | 1        | 2006 |
| 12   | 宣道會鄭榮之中學           | 1        | 2006 |
| 13   | 保良局董玉娣中學           | 1        | 2006 |
| 14   | 聖士提反女子中學           | 1        | 2008 |
| 15   | 聖士提反書院               | 1        | 2009 |
| 16   | 迦密柏雨中學               | 1        | 2009 |
| 17   | 香港培正中學               | 2        | 1993、2005 |
| 18   | 聖保羅書院                 | 2        | 1999、2001 |
| 19   | 觀塘瑪利諾書院             | 2        | 2002、2010 |
| 20   | 嘉諾撒聖瑪利書院           | 2        | 2003、2005 |
| 21   | 德望學校                   | 2        | 2003、2006 |
| 22   | 聖保祿學校                 | 2        | 2004、2006 |
| 23   | 香港道教聯合會鄧顯紀念中學 | 2        | 2008（2人） |
| 24   | 聖公會林護紀念中學         | 2        | 2008、2010 |
| 25   | 英皇書院                   | 3        | 1994、2004、2010 |
| 26   | 瑪利諾修院學校             | 4        | 1992、2001（2人）、2009 |
| 27   | 沙田官立中學               | 4        | 1995、1997、2001、2006 |
| 28   | 九龍華仁書院               | 7        | 1988、1991、1995、1997、1998（2人）、2003 |
| 29   | 順德聯誼總會梁銶琚中學     | 8        | 2000、2003（2人）、2004、2006、2007、2008、2009 |
| 30   | 荃灣官立中學               | 8        | 2001、2002、2003、2005（3人）、2008、2009 |
| 31   | 聖保羅男女中學             | 13       | 1991、1995、1998、2000、2001、2004、2006（3人）、2007（2人）、2008、2010 |
| 32   | 聖若瑟書院                 | 16       | 1998、2000、2002（4人）、2004、2006（2人）、2007、2008、2009、2010（4人） |
| 33   | 拔萃男書院                 | 17       | 1992、1998、2000、2001、2003（4人）、2004（2人）、2005、2006、2007、2008（2人）、2009（2人） |
| 34   | 香港華仁書院               | 17       | 1987、1990、1992（3人）、1993、1994（2人）、1996（2人）、1997、2000（2人）、2001、2005、2008、2010 |
| 35   | 喇沙書院                   | 25       | 1993、1994、1999（2人）、2000、2001（4人）、2003、2004、2005（3人）、2006、2007（3人）、2008（4人）、2009、2010（2人） |
| 36   | 拔萃女書院                 | 38       | 1990、1991、1995、1996、1997（2人）、1998、1999（6人）、2000（3人）、2001（2人）、2002（3人）、2003（2人）、2004（3人）、2005、2006（4人）、2009（4人）、2010（3人）                                                             |
| 37   | 皇仁書院                   | 57       | 1991（2人）、1993（2人）、1994（4人）、1995（4人）、1996（2人）、1997（4人）、1998（5人）、1999（2人）、2000（2人）、2001（3人）、2002（4人）、2003（5人）、2004、2005（4人）、2006（6人）、2007（2人）、2008、2009、2010（3人） |

## 零分考生
1999年會考放榜後，考試局首度證實在14萬名考生當中至少有2萬3千名考生會考零分，意即全科不及格，約每7名考生中有1名。這結果令社會嘩然，引起對教育制度的大討論。考試局之後首次分析零分考生數據，發現在全部436所中學中，有120所中學無考生零分，但有61所中學超過三成學生零分，當中16所中學有逾半學生零分，更有一所中學逾八成學生零分。有學者指出，香港實行普及教育後，政府為節省開支，限制學校留級生比例在5%，學生程度不夠仍升班，致使第四及第五組別的學校，不少中五學生只有中一二程度，無能力應付會考課程。
其後每年考評局公布零分考生數目，包括當年及前一年以作比較，但只列在會考放榜的新聞稿中，不包括在會考考試報告的統計內。2007年開始，考評局更改新聞稿中的統計方式，改為公布最佳六科積點由0分至14分及超過14分的人數，排除了報考六科以上，但出席不足六科的考生，使零分考生百分率的數字下降。
| 年份                         | 首次報考日校考生 | 日校考生     | 全體考生      |
| ---------------------------- | ---------------- | ------------ | ------------- |
| 1999                         | 8291 (12.4%)     | 8741 (11.1%) | 23357 (17.6%) |
| 2000                         | 7544 (11.2%)     | 7961 (10.0%) | 21861 (16.5%) |
| 2001                         | 7417 (11.2%)     | 7603 (10.0%) | 18728 (15.0%) |
| 2002                         | 6428 (9.9%)      | 6610 (8.8%)  | 18151 (14.9%) |
| 2003                         | 6353 (10.0%)     | 6570 (8.9%)  | 18108 (15.4%) |
| 2004                         | 6544 (10.2%)     | 6688 (9.0%)  | 16799 (14.7%) |
| 2005                         | 6565 (9.5%)      | 6741 (8.7%)  | 17751 (15.3%) |
| 2006                         | 6636 (9.6%)      | 6795 (8.9%)  | 20300 (17.2%) |
| 全體考生包括只考中英文科者。 |                  |              |               |

| 年份                                             | 日校考生    | 全體考生    |
| ------------------------------------------------ | ----------- | ----------- |
| 2006                                             | 5001 (6.8%) | 6094 (7.8%) |
| 2007                                             | 5500 (7.6%) | 6506 (8.6%) |
| 2008                                             | 5064 (6.7%) | 6055 (7.6%) |
| 2009                                             | 5300 (6.7%) | 6340 (7.5%) |
| 2010                                             | 5284 (6.7%) | 6448 (7.6%) |
| 考生報考至少六科但出席不足六科考試者，不算入內。 |             |             |

| 年份 | 首次報考日校考生 | 日校考生    | 全體考生    |
| --- | ---------------- | ----------- | ----------- |
| 1999 | 2050 (3.1%)      | 2119 (2.7%) | 5524 (4.2%) |
| 2000 | 1955 (2.9%)      | 2019 (2.5%) | 5254 (4.0%) |
| 2001 | 1212 (1.8%)      | 1234 (1.6%) | 2935 (2.4%) |
| 2002 | 835 (1.3%)       | 859 (1.1%)  | 2757 (2.3%) |
| 2003 | 772 (1.2%)       | 799 (1.1%)  | 2602 (2.2%) |
| 考試局2001年改評級方法，F級與UNCL間不再「拉曲線」，而以實際分數劃分，達到指定分數便為F級，至於A至E級仍以「拉曲線」決定。 |                  |             |             |

## 成績等級
| 成績評級 拉曲線式（水平參照式） | 分等（sub-grade，1991年至2001年使用） | 積點 | 俗稱（意思） |
| ------------------------------- | ------------------------------------- | ---- | --- |
| A（5*）                         | 1、2                                  | 5分  | 火箭（A字像火箭，也可能代表「成績步步高升」）、Distinction、優、叮咗（以前School cert的 A 級是Pass with Distinction）            |
| B（5）                          | 3、4                                  | 4分  | 大cred（credit）（見細cred解釋）、良                                                                                             |
| C（4）                          | 5、6                                  | 3分  | 頭盔（C字像一頂頭盔）、細cred（credit）（以前School cert的 B、C 級都是Pass with Credit）、良                                     |
| D（3）                          | 7、8                                  | 2分  | 大肚、光頭、Dog |
| E（2）                          | 9、10                                 | 1分  | 梳子、攞梳、攞叉、插蘇（Power Plug）、Pass（趴時）、及格                                                                         |
| F（1）                          | 11、12（不合格）                      | 0分  | 槍（F字像槍，考獲F級叫作「揸槍」）、肥佬、Fail                                                                                   |
| UNCL不予評級                    | 無（不合格）                          | 0分  | 「Uncle」或「揸兜」（「揸兜」廣東口語意指「拿著缽子」。由來是因為「U」字像一個缽子，而缽子是乞丐用來乞食的傳統工具。暗指當乞丐） |

以上評級系統不適用於1999年以後使用英國劍橋大學考試局國際普通中學教育文憑考試的試卷的法文科。
缺考科目為ABS（Absent）。不予評級和缺考的科目成績不列入會考證書，因此如所有科目都為不予評級或缺考，則不獲發會考證書。
過去除以上級別外，G（俗稱「戴頭盔」、「鋼盔」、「揸手榴彈」（G字像手榴彈））、H（俗稱「擔梯」（拿梯子）、「消防隊長」、「開口火箭」）
各級所對應的積點，是為中六收生程序及香港高級程度會考報考資格而設。 積點從1991年起使用，配合教育署同年開始實行的中六收生程序。這個程序是要確保所有中六學位都能分配給合資格的學生，不致出現學位空缺情況。 而大學聯招中，不少院校及學系也會參考這個積點作為收生基準。
自1987年為首屆設有十科報考機制以來，除1989年及2011年並未有考生取得全科A或5*級外 ，每年皆有最少1位學校考生能在其報考的10科皆取得A或5*級的成績。而不少傳統名校，也視之為一個具指標性的基準。

### 歷年的評級改變

#### 1937年
成績有優等及格（Honour）、及格（Pass）、不及格（Fail）。

#### 1946年
成績分為及格與不及格。

#### 1949年
成績分為優異（Pass with Distinction）、良好（Pass with Credit）、及格（Pass）、不及格（Fail）。

#### 1962年
英文中學會考成績再細分為九級：1級為優異，2、3級為良好，4至6級為及格，7至9級為不及格。

#### 1965年
中文中學會考亦採用英文中學會考的評級。

#### 1966年
英文中學會考改用字母等級：英文中學會考A級為優異，B、C級為良好，D、E級為及格，F、G、H級為不及格。中文中學會考亦同，但只到G級。

#### 1967年
中文中學會考加入H級，和英文中學會考完全相同。

#### 1968年
不再把等級分為「優異」至「不及格」四類，等級改為A（1）至H（8）。

#### 1985年
取消G（7）、H（8）兩級，改為不予評級（unclassified）。

#### 1991年
採用一級二等制，每級細分為A（01）、A（02）、B（03）、B（04）等，一直至F（12）的12個小等級。實行這制度，是因為1990年大學聯合招生辦法成立，大專院校欲根據中學會考成績，有條件取錄經聯招報讀學生。次年香港高級程度會考亦由原本一級三等制，改為一級二等制。

#### 1999年
會考法文科開始用英國劍橋大學考試局國際普通中學教育文憑考試的試卷，因此根據其制度評級。成績分為A*（a*）、 A（a）、B（b）、C（c）、D（d）、E（e）、F（f）及G（g）級。G級以下成績不予評級。

#### 2002年
取消考試成績一級二等制，等級改為A（a）至F（f）。

#### 2007年
- 除中國語文、英國語文及法文科外，各科成績共分六級，即A（a）、B（b）、C（c）、D（d）、E（e）及F（f），其中A級為最高，F級為最低。F級以下之成績將不予評級—UNCL（不予評級，Unclassified），而F及UNCL視為不合格。
- 中國語文及英國語文科成績分為五等，其中1等為最低，5等為最高（為配合中六收生，第5等再分為5及5*（以常模參照評分），而2等則為報考香港高級程度會考的最低資格），1等以下之成績將不予評級。（註：香港考試及評核局已公佈中國語文及英國語文兩科各等級成績與國際標準的關係，詳情請瀏覽 考評局有關的公佈。）

大部分會考科目C級或以上成績，獲承認為等同於英國普通教育文憑海外考試普通程度（GCE Ordinary Level）及格（注意不是中等教育普通證書GCSE）。科目包括2006年以前的中文科及英文科（課程乙），但是英文科（課程甲）、英文速記、英文打字、膳宿服務、時裝及成衣5科除外。E級則被廣泛視為香港中學畢業生求職時需要擁有的最低資格。2007年以後的中文科及英文科的5*、5、4、3等成績，獲承認為分別等同於國際中學教育普通證書（IGCSE）的 A*、A、B、C等級。

### 分部等級
中國語文、英國語文、設計與科技、設計與科技（另選課程）、電子與電學、圖象傳意、家政（膳食、家居與家庭）、家政（服裝與設計）、電腦與資訊科技、體育、 普通話、科技概論、科學與科技及紡織科會列出分部等級。各分部等級以A(a)至F(f)或UNCL表示，不會細分一級二等。

## 評卷參考
考評局為使一眾閱卷員的答卷評分可以一致，會編寫評卷參考（Marking scheme），詳列每題給分和扣分標準。因為學生可以從中知悉得分重點及失分陷阱，從而增進考試技巧，故此評卷參考成為不少學生備試的重要資料。
在過去，考評局明令閱卷員不可把評卷參考給學生。在評卷參考封面，均印有中英文的呼籲，著閱卷員「在任何情況下均不得容許本評卷參考落入學生手中」，對學生請求「應嚴詞拒絕」，避免學生當作標準答案，「以致但知死記硬背，活剝生吞」，偏離「現代教育原則」，又和「著重理解能力與運用技巧」的考試宗旨相違背。然而學生仍可透過各種渠道獲得這些評卷參考。
考評局在2003年起更改考試報告及試題專輯（Past paper and Examination Report）的出版形式，新版附上了試卷參考答案，並可讓任何人士閱覽。各區公共圖書館一般均會存放試題專輯供公眾人士閱覽。

## 加入校內評估
考評局於若干考試科目加入校內評估一項，目的是希望減少學校為應付會考而特地操練學生。由2006年會考開始中國歷史科、歷史科引用校內評估機制取代實行前的公開考試多項選擇題一卷。

## 成績覆核及索取試卷
在會考成績公布後7日內，考生可提出覆核科目申請。學校考生須經學校申請，並得到校長支持；自修生可以直接向考評局申請，並提出充分理由。覆核結果可以為維持或提升等級，不會降低等級。如果科目的成績等級提升，會退還該科覆核費用。2000年以前，每名考生只能覆核最多兩科。2001年，考試局新增積分覆核服務，即只檢查分數是否正確和有否漏改答案而不重改答卷，考生可以申請全面覆核最多兩科，及積分覆核最多兩科。2007年起，考評局將覆核放寬，准許考生申請全面覆核或積分覆核合共最多四科。2009年起，考生可以申請會考中文科、英文科和普通話科的個別分部作全面覆核（此三科有分部成績），而同科其他分部也會作積分覆核。
2008年以前，考評局在考生手冊的覆核科目成績部分指出「本局不會提供答卷予考生」，並以方框作醒目標示。2009年，考評局被傳媒揭露在手冊中偷偷刪去此句。原來在前一年，一名會考生有3科成績不如預期，覆核後維持原判，其曾任閱卷員的母親，便向考評局高層多次交涉，要求取得已批改答卷，但不成功，轉向申訴專員公署投訴，一年後獲得公署回覆指其投訴成立。事件公開後，考評局終於承認自該年起，考生有權向考評局索取答卷。

## 新高中學制下的考試
香港考試及評核局已於2011年為自修生舉行最後一屆香港中學會考，2010年為最後一屆讓應屆學校考生參與的會考。香港中學文憑考試（Hong Kong Diploma of Secondary Education, HKDSE）現已取代香港中學會考和香港高級程度會考。

## 相關事件
每年中學會考都會發生一些事故，經常涉及題目出錯、試題外洩（例如補習社試題和正式試題雷同，以及考試局或印務局員工偷取試題給參加考試之子女等）、試題難度過高、用語不當（例如使用非正規（英式）英語、港式通俗口語）等，從而引發社會討論，日漸成為中學會考的家常便飯。在大部分情況下，考評局並不會作出特別的調整。
然而，過往會考也發生過一些較嚴重的失誤或事件，結果導致考評局需要向該等考生作出相應措施補救，以下列出一些歷年較重大的事件：

### 1968年英中會考中國歷史科重考
1968年6月5日英文中學會考舉行中國歷史科考試，設一卷，時長3小時，分為兩部分：上半部有3部分，分別是填充題、選擇題及另一形式的選擇題，佔40分；下半部是論文式問題，考生要從四組題目各組選一題作答，佔60分。次日下午，英文中學會考管理委員會宣布，因為接獲投訴指該科試題有「欠當」之處，決定在6月8日上午10時30分在原試場重考下半部，但該委員會無解釋何謂「欠當」。重考時間為2小時，試題數目也由十多題減至共8題。據教育界指，該卷有不少題目與前一年8月出版的一本會考中史科「天書」雷同。該本參考書以假名出版，真實作者身份不明。重考事件令外界強烈質疑英文中學會考委員會的工作能力，認為應該將其改組，因英文中學會考不時有試題洩漏。

### 1976年中國文學科試前洩題
1976年5月29日，一份中文報章讀者版，刊出疑是兩日後會考中國文學科的試題，來自考生中流傳的「溫習資料」。當時主理會考的教育司署即日宣佈，將重新擬定該科兩卷全部試題，考試會照常舉行。由於擬題時間短促，當日的試卷全為油印，題數減少，由十題選八減至八題選六，無註明每題分數。試卷倉促間擬出，有些試題考生感到難以作答。試卷為避開「溫習資料」，卷中所問的課文，大多數過往兩年已考問過。詞句解釋題和作文卷的文章論述題，這兩類指明必考的題目，考試竟然完全不出。同年會考中國語文科試後亦發現洩題，但教育司署決定不重考。

### 1985年試題外洩
1985年，一名任職印務局的45歲女釘裝助理因偷取五份會考試卷，並交予19歲應屆考生兒子，兩人被廉署拘捕。事後考試局和印務局檢討保密手法，翌年重新修訂多項保密措施，並經廉政公署審核。

### 1987年英文科（課程甲）聽力重考
原於1987年4月11日上午11時舉行的中學會考英文科（課程甲）聽力測驗，由於包裝試題的政府印務局出錯，部份試場收到的試題與包裝所示不符。因不夠時間把正確試題送往試場，考試局決定中止考試，並於5月16日同一時間重考，共有七千多名考生受影響。

### 1992年會計學原理補考
於1992年5月8日舉行的會計學原理科考試，考試局在每小時100毫米暴雨下（當時沒有暴雨警告制度）宣佈考試如常進行，但因為天氣理由導致3300名考生無法前往試場，另外有約162名考生遲到超過30分鐘。雖然在會考守則明確指出颱風或暴雨警告不直接構成延考的理由（因兩者屬獨立的組織），但考試局仍決定在5月30日再次舉行一次會計學原理科的考試，而已經應考第一次會計學原理考試的考生，可選擇應考與否，但應考的話，成績皆以第二次考試作準。21079名報考本科考生中，共9445名參加補考。

### 1996年英文科（課程乙）聽力測驗
1996年5月10日舉行英文科（課程乙）聽力測驗，前一夜白石船民羈留中心發生越南船民騷亂，有船民逃走，警方於馬鞍山對外公路設路障截查車輛，令區內交通癱瘓，很多考生因而不能前往准考證指定的試場，遂致電考試局求助。由於考生都帶備耳筒收音機應試，考試局便藉由電臺廣播通知受影響考生，可以在就近試場應考，又安排速遞公司運送試卷到各試場，同時於曾璧山中學、青年會書院及育才中學（沙田）加設臨時試場。有7所學校額外接收600名考生，其中1所更額外接收了287名考生。事後當局拒設補考，但調整受影響考生的分數。

### 1997年試題審查委員會秘書長向兒子洩漏多科試題答案
考試局接獲多名閱卷員報告，指同一考生於多科考試獲得異常高分，而其答卷之答案與評卷參考幾乎完全相同，甚至把標準答案的一些錯處搬字過紙，考試局遂懷疑有內部人員在考試舉行前向應屆考生洩漏多科試題及評卷參考，認為事態嚴重，向廉政公署求助。廉署經向涉案考生之就讀學校查證後，發現其學業成績平常，科科摘優的可能性不高，更揭發其父親為考試局經濟科及政府與公共事務科試題審查委員會秘書長麥長華，於是對麥父展開調查，並向法庭申請手令搜查其寓所及辦公室，結果搜獲多科應屆會考評卷參考及多條夾萬鎖匙，隨即拘捕麥氏父子，並知會考試局調查進展，局方決定在案件審結前不向涉案考生發放成績。麥長華在廉署人員警戒下承認盜取及複製同事之夾萬鎖匙，然後從夾萬取出並複印八科試題及評卷參考給兒子熟讀，兒子於應考時把答案默寫於答題簿上獲取佳績，涉及科目包括英國語文（課程乙）、中國語文、數學、物理、化學、生物、經濟和歷史。廉署起訴麥長華「准許他人取閱考試局試題」罪，他於東區裁判法院首次提堂時承認控罪以求減刑。資深大律師王正宇為麥長華求情時指麥氏家族中多人因遺傳病英年早逝，被告因而憂慮自己或會早死，故希望兒子早日成才成為家庭支柱。裁判官李頌賢判刑時斥責他為一己私利處心積慮偷取試卷，嚴重違反誠信及破壞考試局公信力，稱如非有閱卷員及時察覺並挺身舉報，考試局便要向其兒子發出八優的成績單，本欲判被告入獄，但考慮到他沒有案底，感化官報告指他適宜從事社會服務，且坦白認罪及因望子成龍心切而犯案，決定判罰220小時社會服務令 （於一間社區中心教授結他），麥同時亦被革職和取消退休金。其兒子雖未被律政司刑事檢控，但因在考試前獲悉試題內容而違規，被考試局取消所有成績，仍可重考。事後考試局加強試題保密措施，鎖匙須存放在密封的信封內，防止資料外洩。

### 1998年英文科口試
1998年6月9日，當日早上6時35分發出黑色暴雨警告，至上午9時35分改為紅色暴雨警告，考試局在學校宣佈停課下決定當日考試延至6月29日舉行。

### 2003年香港中學會考
因為非典型肺炎在香港爆發並發出旅遊警告及全港性停課的理由，該屆考試在3月至6月開考的全部科目全體考生必需戴上口罩應試，及後雖然香港解除旅遊警告並取消學生必須攜帶口罩的規定，但英文科口試科目因部分考生已應考，為公平起見故仍規定全體考生戴上口罩應考，該屆口試的評分準則也有一定的修改以對應無法觀看口形的情況。
另外該屆的數學科考試當日，紅色暴雨警告在開考前約一小時發出，考評局在教統局宣佈停課下決定當日考試如常進行。然而因個別試場的主要道路受該場天雨嚴重影響，令考生在正常情況下無法準時前往並導致不能準時應考部分甚至全部試題，考評局事後宣佈，直接因為暴雨而導致無法準時應考的部分考生，連同受非典型肺炎感染等被直接影響的考生，考評局都作出了一定的成績調整，包括以參考校內成績作評分的標準，而並非參照1992年同樣事件的做法。

### 2004年英文科（課程乙）聽力測驗
2004年5月8日舉行英文科（課程乙）聽力測驗，黑色暴雨警告在開考前的上午7時20分發出，考評局宣佈當日考試延至5月29日舉行。

### 2005年英文科（課程乙）口試評分事件
2005年的中學會考，由於考評局的計分程式因升級時出錯，又因為評分者的疏忽，導致一部分考生的英文科（課程乙）的口試部分成績出現了錯誤的成績，甚至有考生本來口試的等級由A級誤評至F級，以致不少考生在這科的獲得的成績比起實際成績低，更影響了部分考生的升學。
考評局發現此事時，已正值於中六收生程序的尾聲，除向考生作出道歉外，也為受影響的考生提供免費覆核。因為這次事件受到影響的考生有670人，其中422人的成績得到提升，248人的等級得到提升，其中233名考生因為這個事件而由原來的不及格變成及格。教統局也特別為該等學生開設額外的學額給受影響的考生。

### 2006年英文科（課程乙）篇章引用事件
2006年5月4日正值2006年會考課程英國語文科（課程乙）卷一、二考試之際。當中卷二的多項填充題（MC Cloze），考評局以尊重版權為由，刊出文章來源網址（http://stoptextbully.com（页面存档备份，存于））。至於「語文運用」（Usage）部分的一篇文章取材自《今日美國報》（USA Today），同樣列明了網址。
據某討論區會員所說，當日試場內有數名考生於同一時間向監考員提出如廁的請求。有會員懷疑該批考生是在洗手間利用手機的上網功能上網作弊。而根據考試準則，考生不可在考試期間打開手機的開關，並要把手機放在置於椅子下的袋中以免作弊。後來有人投訴指監考員並沒有嚴格執行這規則。
在該討論區的回應中，大都提及「有人在考試期間要求如廁」，他們認為這「說明了有考生涉嫌作弊的行為並非只在一、兩個考場的個別事件，而是有機會在全港各區的試場出現。」因此，他們要求考評局正視這問題，並在日後選材方面多加留意，否則會引起爭端，考評局的公信力更有可能進一步受損。考評局亦收到了約100宗與此事有直接關連的投訴及查詢。
5月19日，考評局發表有關會考英文科（課程乙）懷疑大批考生利用手機作弊案調查報告，發現開考期間登入資料來源網站的IP地址共有5個來自香港，其中1個以手機登入。考評局表示會繼續追查及分析相關試題答對率有否異樣，但表明不會因而重考或取消有關試題，並拒絕道歉。然而，考評局在該次問題被揭發後，採取了一些臨時的補救措施，要求考生把電話放於椅子下且為監考員所看到，並在考生往洗手間前記錄記下考生編號及時間。而關於手提電話放置地點的制度，在往後考評局的公開考試中也繼續採用。

### 2007年「檸檬茶」風波
2007年4月27日開考的新制中文科作文會考，其中一條作文題目是《檸檬茶》，與補習名師蕭源提供的範文題目《凍檸茶》類同，引起網民熱議。考評局表示考生一旦被發現背誦範文，將不會獲得分數，又強調局方對試題保密制度有信心。事後考評局查無試題外洩，但有五人因懷疑背誦範文而被扣分。而蕭源往後亦時有「貼中」試題，如2009年的《樓梯與升降機》和2010年的《火警演習眾生相》。

### 2010年香港中學會考

#### 中國語文科
有考生投訴，是次卷一閱讀理解篇章《自嘲》過份冗長，而且於文中夾雜數則文言文，令考生無所適從。而考評局表示，考生不應以為依照過去題式就能輕鬆過關。；任職英皇教育之補習天王蕭源於課堂提供予學生一條模擬作文題「戲院火警演習眾生相」與考試題目「校園火警演習眾生相」相似，引起網上討論及媒體報導，希望廉政公署主動調查。立法會教育界議員張文光，指戲院內根本無可能會出現火警演習的情況，懷疑另有內情，要求香港考試及評核局徹查事件。

#### 中國歷史科
有不少考生和老師質疑是屆會考中國歷史科試卷「出錯題」，令人難以接受，考評局試卷錯漏百出被批評是嚴重失誤，而考評局則逐點回應及對試題出錯予以全盤否定。

## 資料來源
1. ↑   (PDF).   [2011-08-31]. （原始内容存档 (PDF)于2013-06-16）. （页面存档备份，存于）
2. ↑  起初稱為School Leaving Certificate Examination，後來正式定名省去Leaving一字。
3. ↑  "H.K. University Matriculation, School Certificate Equivalent.", The China Mail. 1933-11-11:(7).
4. ↑  當時英文中學行八年制，由最低的第八班至最高的第一班。第一班相當於今日的中六。1952年方改為中一至中七學制。
5. ↑  "New School Certificate Examination, System to come in force next year", Hong Kong Daily Press. 1936-7-16:(7).
6. 1 2  〈教育局 主辦之英文中學會考明日開始〉，《香港工商日報》第三張第三版，1937年6月25日。
7. ↑  Anthony Sweeting, Education in Hong Kong, pre-1841 to 1941 : fact and opinion: materials for a history of education in Hong Kong, Hong Kong University Press, 1990, p.354.
8. ↑  "University of Hong Kong to hold independent Matriculation", Hong Kong Daily Press. 1937-1-12:(8).
9. ↑  〈英文中學會考委員會，嚴格取締私立中學生〉，《香港工商日報》第三張第一版，1937年4月7日。
10. ↑  〈英文會考生注意，投考倫敦大學手續，中學會考補行辦法〉，《香港工商日報》第一張第四頁，1947年2月6日。
11. ↑  . 華僑日報. 1951-04-04: 5  [2023-07-16].
12. ↑   (PDF).   [2010-04-17]. （原始内容 (PDF)存档于2015-02-26）. （页面存档备份，存于）
13. ↑  〈本年度中中會考試題，一般反應尚良好〉，《華僑日報》第四張第三頁，1965年6月19日。
14. ↑  Anthony Sweeting, Education in Hong Kong, 1941 to 2001: visions and revisions, Hong Kong University Press, 2004, p.173.
15. ↑  . 大公報. 1965-01-26: 第一張第四版.
16. ↑  . 華僑日報. 1965-07-03: 第四張第三頁.
17. ↑  . 華僑日報. 1965-11-01: 第四張第二頁.
18. ↑  Bernard Mellor. . Hong Kong University Press. 1980: 148–150.
19. ↑  比如英文中學會考須在同一考試中五科及格，當中須包括
  1. 英文，
  2. 一科批准的第二語文或下列其中一科：英國文學、中國歷史、國文、地理、歷史、經濟及公共事務、聖經，
  3. 下列其中一科：地理、數學、附加數學、自然科學、物理、化學、生物、家政。

倘考生有一科差數分及格，而其他及格科目足夠良好，可為該科補加分數至及格，所補分數按及格各科的總分計算，最多8分。

1966年放寬了英文必須及格的規定，以照顧英文差幾分及格的考生。（〈本屆英中會考學生喜訊，及格規定放寬〉，《華僑日報》第四張第一頁，1966年6月29日。）中文中學會考亦有類似要求，主要分別在規定國文科必須及格，而非英文科。其條件為五科及格，包括以下各組各一科：
  1. 國文，
  2. 英文、地理、歷史、公民，
  3. 甲組數學、乙組數學、普通自然科學、物理、化學、生物、家政。
20. ↑  〈英中會考一零六二九及格〉，《華僑日報》第三張第二頁，1967年8月22日。
21. ↑  〈不能避免會考〉，《華僑日報》第二張第一頁，1967年10月24日。
22. ↑  〈撒瑪利亞會專題講座，建議廢除升中試及會考〉，《香港工商日報》第四頁，1966年8月8日。
23. ↑  〈主張改良會考制度〉，《華僑日報》第二張第一頁，1967年10月25日。
24. ↑  Hong Kong Education Department, Triennial Survey 1967-70, para. 152.
25. ↑  Anthony Sweeting, Education in Hong Kong, 1941 to 2001: visions and revisions, Hong Kong University Press, 2004, p.261.
26. ↑  〈七四年起實施中學合併會考，科目重新釐訂〉，《華僑日報》第四張第三頁，1972年2月19日。
27. ↑  〈七四年中學會考，設中國文學一科〉，《華僑日報》第四張第三頁，1972年2月19日。
28. ↑  教育統籌委員會第一號報告書[永久] 第3.24段
29. ↑  . 《華僑日報》. 1971-05-23  [2010-12-04].[永久]
30. ↑  . 《蘋果日報》. 2002-08-03  [2013-08-13]. （原始内容存档于2017-03-26）. （页面存档备份，存于）
31. ↑  〈建議中學會考採兩試制〉，《華僑日報》第四張第二頁，1982年12月28日。
32. ↑  〈明年中學會考壓力更大〉，《華僑日報》第五張第一頁，1983年8月8日。
33. ↑  . 大公報. 2004-05-25.
34. ↑  IBM Business Consulting Services. . Hong Kong: IBM. 2003.
35. ↑  .   [2010-04-03]. （原始内容存档于2010-04-02）.
36. ↑   (PDF).   [2010-04-15]. （原始内容存档 (PDF)于2010-02-14）.
37. ↑   (PDF).   [2011-08-31]. （原始内容存档 (PDF)于2013-06-16）.
38. ↑   (PDF).   [2011-08-31]. （原始内容存档 (PDF)于2013-06-16）.
39. ↑  . 中華人民共和國香港特別行政區立法會.   [2023-06-09]. （原始内容存档于2023-03-10）. （页面存档备份，存于）
40. ↑  . 星島日報. 1997-08-15.
41. ↑  . 星島日報. 1999-08-13.
42. ↑  . 香港特區政府新聞公報. 1999-08-06  [2023-06-11]. （原始内容存档于2023-06-11）. （页面存档备份，存于）
43. ↑  . 明報. 1998-08-07.
44. ↑  即英國語文及中國語文（如考生為非廣東話考生而沒有報考中文、則是法文或普通話之中的其中一科。）
45. ↑  注意的是，考評局在這個數字上只計算應考6科或以上的考生，並未包括一些應考少於5科的重讀／自修生，例如為了取得語文科成績的重考生或就不包括在內，所以，即使扣除已經／曾經是預科生的考生，實際上的合資格人數仍會比官方公佈的為多。
46. ↑  . 香港特區政府資訊中心. 2007-08-10  [2023-04-12]. （原始内容存档于2019-09-02）. （页面存档备份，存于）
47. ↑  . 香港特區政府資訊中心. 2008-08-06  [2023-04-12]. （原始内容存档于2019-09-02）. （页面存档备份，存于）
48. ↑   (PDF). 香港考試及評核局.   [2023-04-11]. （原始内容存档 (PDF)于2023-04-11）. （页面存档备份，存于）
49. ↑   (PDF). 香港考試及評核局.   [2023-04-11]. （原始内容存档 (PDF)于2023-04-11）. （页面存档备份，存于）
50. ↑  各年考評局會考放榜新聞稿，教育局中六收生程序新聞稿。
51. ↑  聯招手冊2008，大學聯合招生辦法
52. ↑  . 1984-09-17  [2023-01-26]. （原始内容存档于2023-01-26）. （页面存档备份，存于）
53. ↑   (PDF).   [2010-08-18]. （原始内容 (PDF)存档于2010-08-21）. （页面存档备份，存于）
54. ↑   (PDF).   [2010-08-18]. （原始内容 (PDF)存档于2010-08-21）. （页面存档备份，存于）
55. ↑   (PDF).   [2008-04-28]. （原始内容 (PDF)存档于2012-05-26）. （页面存档备份，存于）
56. ↑   (PDF).   [2008-04-28]. （原始内容 (PDF)存档于2009-03-25）. （页面存档备份，存于）
57. ↑  . 明報. 2002-03-09.
58. ↑   (PDF). 香港考評局.   [2023-07-28]. （原始内容存档 (PDF)于2023-03-27）. （页面存档备份，存于）
59. ↑   (PDF). 香港考評局.   [2023-07-28]. （原始内容存档 (PDF)于2022-08-15）. （页面存档备份，存于）
60. ↑  . 香港特區政府新聞公報. 2009-10-21  [2023-07-28]. （原始内容存档于2023-07-28）. （页面存档备份，存于）
61. ↑  教育署課程發展處中文組.  (PDF).   [2013-08-13]. （原始内容存档 (PDF)于2016-01-04）. （页面存档备份，存于）
62. ↑  . Shanghai: Educational Directory of China Publishing.
63. ↑  在2008年高級程度會考（即最後一屆分開課程的會考考生的應屆高考）中，課程乙及格以上而高考及格者約有86%，課程甲C級以上而高考及格者約有44% http://www.hkeaa.edu.hk/DocLibrary/HKALE/Release_of_Results/Exam_Report/Examination_Statistics/alexamstat08_6.pdf （页面存档备份，存于）
64. ↑  Joseph Boyle, Peter Falvey, English Language Testing in Hong Kong. Hong Kong: Chinese University Press, 1994, pp. 8-11.
65. ↑  . South China Morning Post. 1994-12-31.
66. ↑  《1995年香港中學會考年報》，香港：香港考試局，1995年。
67. ↑  . 中國香港特區政府. 2000-05-03  [2023-03-12]. （原始内容存档于2023-03-12）. （页面存档备份，存于）
68. ↑  . South China Morning Post. 1995-05-11.
69. ↑  . 星島日報. 2000-05-04.
70. 1 2 3 4  於2018年起以文言文範文方式重新考核
71. ↑  節錄史記第81卷「廉頗者，趙之良將也」至「為刎頸之交」一段
72. ↑  節錄孟子梁惠王上「齊宣王問曰：『齊桓、晉文之事可得聞乎？』」至「王請度之」一段
73. 1 2  改以選修單元文章作校本評核
74. ↑  本文為《唐山大地震》一書的序言，該書同時是香港高級程度會考中國語文及文化科卷五報告文學類建議書目之一。
75. ↑  青玉案及念奴嬌聯同新加的聲聲慢合稱宋詞3首，並於2018年起以文言文範文方式重新考核
76. ↑  節錄論語里仁第四之二、里仁第四之三、里仁第四之五、子罕第九之二八、顏淵第十二之一、子路第十三之十九、衛靈公第十五之八、學而第一之八、為政第二之十三、里仁第四之十六、述而第七之三六、顏淵第十二之四、顏淵第十二之十六、憲問第十四之二九、衛靈公第十五之十七、衛靈公第十五之十八、衛靈公第十五之二十
77. ↑  於2018年起以文言文範文方式重新考核，並改稱論仁、論孝、論君子
78. ↑  節錄儒林外史第3回「范進進學回家」至「不彀你賞人」一段
79. ↑  節錄莊子養生主「吾生也有涯」至「得養生焉」一段
80. ↑  黃家樑. . 灼見名家. 2021-04-01  [2023-03-12]. （原始内容存档于2023-04-11）. （页面存档备份，存于）
81. ↑  〈教界狂轟會令學生變空心老倌，會考大改革高中生免讀中文範文〉 （页面存档备份，存于），《蘋果日報》，2005年5月10日。
82. ↑  .   [2014-05-21]. （原始内容存档于2015-09-24）. （页面存档备份，存于）
83. ↑  . 星島日報. 2007-08-16.
84. 1 2  Hong Kong Education Department. . Hong Kong Government Printer.
85. 1 2  Hong Kong Education Department. . Hong Kong Government Printer.
86. ↑  潘智添.  (PDF). School Mathematics Newsletter. No. 2. 1978  [2023-02-22]. （原始内容存档 (PDF)于2023-02-20）. （页面存档备份，存于）
87. ↑  . 華僑日報. 1962-02-16.
88. ↑  . 華僑日報. 1962-02-18.
89. ↑  Jean Dieudonné. . Hachette Littératures. 1987: 10 （法语）.
90. ↑  1974,1975年中學會考專輯
91. ↑  1980年代會考數學試題
92. ↑  . 明報. 1998-08-06.
93. ↑   (PDF). 2000  [2023-02-22]. （原始内容存档 (PDF)于2023-04-11）. （页面存档备份，存于）
94. ↑  . 明報. 1998-08-06.
95. ↑  . 明報. 1998-08-06.
96. ↑  . 中國香港特區政府教育局.   [2023-02-23]. （原始内容存档于2019-10-19）. （页面存档备份，存于）
97. ↑  香港考試及評核局.  (PDF).   [2023-02-22]. （原始内容存档 (PDF)于2023-02-18）. （页面存档备份，存于）
98. ↑  Zinedine Zhou.  (PDF). 香港計數機科技協會. 2001-10-21  [2017-05-04]. （原始内容存档 (PDF)于2020-08-21） （中文（繁體））. （页面存档备份，存于）
99. ↑  . 東方日報. 2017-05-04  [2017-05-04]. （原始内容存档于2020-11-27） （中文（繁體））. （页面存档备份，存于）
100. ↑  . 明報. 2002-08-07.
101. ↑  . 星島日報. 2006-08-09.
102. ↑  . 太陽報. 2000-09-29.
103. 1 2 3 4  明報. . 明報 (2010年8月3日) (明報). 2010-08-03  [2021-08-14]. （原始内容存档于2022-06-20）. （页面存档备份，存于）
104. 1 2  HK01. . HK01 (2016年7月13日) (HK01). 2016-07-13  [2021-08-14]. （原始内容存档于2022-06-15）. （页面存档备份，存于）
105. ↑  工商晚報. . 工商晚報 (1978年8月14日) (工商晚報). 1978-08-14.
106. 1 2 3 4 5 6 7 8 9 10 11 12 13 14 15 16 17 18 19 20 21 22 23 24 25 26 27 28 29 30 31 32 33 34 35 36 37 38 39 40 41 42 43 44 45 46 47 48 49 50 51 52 53 54 55 56 57 58 59 60 61 62 63 64 65 66 67 68 69 70 71 72 73 74 75 76 77 78 79 80 81 82 83 84 85  . 香港醫務委員會. 2023-08-01  [2023-08-01]. （原始内容存档于2021-02-24）. （页面存档备份，存于）
107. ↑  工商日報. . 工商日報 (1979年8月14日) (工商日報). 1979-08-14.
108. ↑  工商日報. . 工商日報 (1981年8月13日) (工商日報). 1981-08-13.
109. ↑  工商日報. . 工商日報 (1982年8月12日) (工商日報). 1982-08-12.
110. ↑  . 大公報. 1982-12-18.
111. ↑   (PDF). 香港大學. 2024-02-27  [2024-02-27]. （原始内容 (PDF)存档于2024-03-13）.
112. ↑  工商日報. . 工商日報 (工商日報). 1983-08-09.
113. 1 2 3 4 5 6 7 8 9  . 劍橋大學香港校友會. 2023-08-01  [2023-08-01]. （原始内容存档于2021-04-19）. （页面存档备份，存于）
114. ↑  . 華僑日報. 1985-09-21.
115. ↑  . 華僑日報. 1983-11-23.
116. ↑  . 香港理工大學. 2025-01-20  [2025-01-20].
117. ↑  工商日報. . 工商日報 (工商日報). 1984-08-10.
118. 1 2 3 4 5 6  . 麻省理工學院. 2023-08-01  [2023-08-01]. （原始内容存档于2021-09-13）. （页面存档备份，存于）
119. ↑  . 華僑日報. 1986-09-04.
120. ↑  . 大公報. 1984-12-14.
121. ↑  華僑日報. . 華僑日報 (1985年8月10日) (華僑日報). 1985-08-10.
122. ↑  . 裘槎基金會. 2023-07-28  [2023-07-28]. （原始内容存档于2024-05-02）.
123. ↑  華僑日報. . 華僑日報 (1986年8月8日) (華僑日報). 1986-08-08.
124. ↑  . 華僑日報. 1986-11-14.
125. ↑  . 2021-06-08  [2023-08-01]. （原始内容存档于2023-09-07）. （页面存档备份，存于）
126. ↑  華僑日報. . 華僑日報 (1987年8月7日) (華僑日報). 1987-08-07.
127. ↑  . 蘋果日報. 2007-08-01  [2023-08-01]. （原始内容存档于2023-08-17）. （页面存档备份，存于）
128. 1 2  華僑日報. . 華僑日報 (1988年8月11日) (華僑日報). 1988-08-11.
129. ↑  . Massachusetts Institute of Technology. Department of Chemistry. 2024-02-27  [2024-02-27]. （原始内容存档于2015-09-19）.
130. ↑  大公報. . 大公報 (1989年8月10日) (大公報). 1989-08-10.
131. 1 2  . 南華早報. 1993-12-09  [2023-12-01]. （原始内容存档于2021-04-19）.
132. ↑  大公報. . 大公報 (1990年8月9日) (大公報). 1990-08-09.
133. 1 2  大公報. . 大公報 (1991年8月8日) (大公報). 1991-08-08.
134. ↑  . Boston Consulting Group. 2023-08-01  [2023-08-01]. （原始内容存档于2021-04-19）. （页面存档备份，存于）
135. 1 2 3 4 5 6 7 8 9 10 11 12 13 14 15 16 17 18 19 20 21 22 23  . 尤德爵士紀念基金. 2023-08-01  [2023-08-01]. （原始内容存档于2023-08-12）. （页面存档备份，存于）
136. ↑  香港政府新聞處. . 香港政府新聞處新聞公報 (1994年6月28日) (香港政府新聞處). 1994-06-28.
137. 1 2   (PDF). 香港中文大學. 2024-02-27  [2024-02-27]. （原始内容 (PDF)存档于2024-03-14）.
138. ↑  . 南華早報. 1993-01-15  [2023-12-01]. （原始内容存档于2020-12-02）.
139. ↑  南華早報. . 南華早報 (1993年8月11日) (南華早報). 1993-08-11  [2021-02-12]. （原始内容存档于2021-04-19）. （页面存档备份，存于）
140. 1 2 3  南華早報. . 南華早報 (1993年8月11日) (南華早報). 1993-08-11  [2021-10-04]. （原始内容存档于2022-06-18）. （页面存档备份，存于）
141. ↑  . 香港科技大學. 2023-12-01  [2023-12-01]. （原始内容存档于2021-09-04）.
142. 1 2 3 4 5 6 7 8 9 10 11 12 13  . 黃龍報. 2001-06-30, 96 (2001): 34.
143. ↑  . 雲林新聞網. 2018-07-20  [2023-08-01]. （原始内容存档于2023-09-07）. （页面存档备份，存于）
144. ↑  南華早報. . 南華早報 (1994年8月10日) (南華早報). 1994-08-10.
145. 1 2  南華早報. . 南華早報 (1994年8月10日) (南華早報). 1994-08-10  [2021-10-04]. （原始内容存档于2021-10-04）. （页面存档备份，存于）
146. ↑  . Daily Information Bulletin - Government Information Services. 1994-12-09.
147. ↑  . 電機電子工程師學會. 2025-03-01  [2025-03-01].
148. ↑   (PDF). 香港中文大學. 2023-08-01  [2023-08-01]. （原始内容存档 (PDF)于2023-05-07）. （页面存档备份，存于）
149. 1 2 3  文匯報. . 文匯報 (1995年8月9日) (文匯報). 1995-08-09.
150. ↑  . University of Cambridge. 2023-08-01  [2023-08-01]. （原始内容存档于2023-09-07）. （页面存档备份，存于）
151. ↑   (PDF). University of New South Wales. 2023-08-01  [2023-08-01]. （原始内容存档 (PDF)于2023-09-07）. （页面存档备份，存于）
152. ↑  . 香港中文大學. 2023-08-01  [2023-08-01]. （原始内容存档于2023-02-09）. （页面存档备份，存于）
153. ↑  文匯報. . 文匯報 (1996年8月8日) (文匯報). 1996-08-08.
154. ↑  . Norton Rose Fulbright. 2024-02-27  [2024-02-27]. （原始内容存档于2024-03-19）.
155. 1 2 3 4  文匯報. . 文匯報 (1997年8月8日) (文匯報). 1997-08-08.
156. ↑  . 史丹福大學. 2024-02-27  [2024-02-27]. （原始内容存档于2024-03-14）.
157. 1 2 3 4 5 6 7 8 9 10 11  . 香港校友會聯會獎學基金. 2023-08-01  [2023-08-01]. （原始内容存档于2023-08-12）. （页面存档备份，存于）
158. ↑  . Encompass HK. 2023-08-01  [2023-08-01]. （原始内容存档于2023-09-07）. （页面存档备份，存于）
159. 1 2 3 4 5  大公報. . 大公報 (1998年8月7日) (大公報). 1998-08-07.
160. ↑  . University of Houston - Bauer College of Business. 2023-08-01  [2023-08-01]. （原始内容存档于2023-08-14）. （页面存档备份，存于）
161. ↑  . 香港中文大學. 2023-08-01  [2023-08-01]. （原始内容存档于2021-04-19）. （页面存档备份，存于）
162. ↑   (PDF). 香港中文大學. 2023-08-01  [2023-08-01]. （原始内容存档 (PDF)于2023-08-14）. （页面存档备份，存于）
163. ↑  . 香港中文大學. 2024-02-27  [2024-02-27]. （原始内容存档于2024-03-02）.
164. ↑  . AT&T leadership award. 2002-02-19  [2024-02-27]. （原始内容存档于2024-03-13）.
165. ↑   (PDF). 香港中文大學. 2024-02-27  [2024-02-27]. （原始内容 (PDF)存档于2024-03-02）.
166. ↑   (PDF). 香港中文大學. 2024-02-27  [2024-02-27]. （原始内容 (PDF)存档于2024-03-02）.
167. ↑   (PDF). 香港中文大學. 2024-02-27  [2024-02-27]. （原始内容 (PDF)存档于2024-01-20）.
168. ↑  . 香港大學理學院. 2023-08-01  [2023-08-01]. （原始内容存档于2023-08-16）. （页面存档备份，存于）
169. 1 2  大公報. . 大公報 (1999年8月11日) (大公報). 1999-08-11.
170. ↑  . SCMP. 2000-02-24  [2023-11-05]. （原始内容存档于2023-08-07）.
171. ↑  . 基督教週報. 2023-08-01  [2023-08-01]. （原始内容存档于2023-08-17）. （页面存档备份，存于）
172. ↑  . 南華早報. 2001-02-14  [2023-12-01]. （原始内容存档于2021-11-14）.
173. ↑  . 香港特區政府新聞公報. 2024-02-27  [2024-02-27]. （原始内容存档于2024-02-27）.
174. ↑  . 香港中文大學. 2023-08-01  [2023-08-01]. （原始内容存档于2023-05-28）. （页面存档备份，存于）
175. ↑  . Queen Mary University of London. 2024-02-27  [2024-02-27]. （原始内容存档于2024-03-09）.
176. ↑  . 香港科技大學. 2023-11-29  [2023-11-29]. （原始内容存档于2023-12-04）.
177. 1 2 3 4  香港商報. . 香港商報 (2000年8月10日) (香港商報). 2000-08-10.
178. ↑  . 南華早報. 2001-02-13  [2023-12-01]. （原始内容存档于2021-11-14）.
179. ↑  . 香港中文大學. 2023-08-01  [2023-08-01]. （原始内容存档于2023-08-14）. （页面存档备份，存于）
180. ↑  . 黃龍報. 2001-06-30, 96 (2001): 34.
181. 1 2 3   (PDF). 尤德爵士紀念基金. 2024-02-27  [2024-02-27]. （原始内容 (PDF)存档于2024-01-22）.
182. 1 2 3 4 5  文匯報. . 文匯報. 文匯報.   [2021-02-10]. （原始内容存档于2021-03-10）. （页面存档备份，存于）
183. ↑  . 南華早報. 2006-06-24  [2023-08-01]. （原始内容存档于2023-09-07）. （页面存档备份，存于）
184. ↑   (PDF). 恆生銀行. 2003-07-28  [2023-08-01]. （原始内容存档 (PDF)于2023-09-07）. （页面存档备份，存于）
185. ↑  . 南華早報. 2002-08-12  [2024-02-27]. （原始内容存档于2021-04-19）.
186. ↑   (PDF). American Mathematical Society. 2024-02-27  [2024-02-27]. （原始内容 (PDF)存档于2024-03-13）.
187. ↑  . Massachusetts Institute of Technology. Department of Mathematics. 2024-02-27  [2024-02-27]. （原始内容存档于2024-03-13）.
188. ↑  . 康奈爾大學. 2005-04-27  [2024-02-27]. （原始内容存档于2024-03-11）.
189. ↑  . RBC Brewin Dolphin. 2024-02-27  [2024-02-27]. （原始内容存档于2024-03-13）.
190. ↑  . 香港中文大學. 2023-08-01  [2023-08-01]. （原始内容存档于2023-08-19）. （页面存档备份，存于）
191. ↑  . 香港中文大學. 2023-08-01  [2023-08-01]. （原始内容存档于2023-08-16）. （页面存档备份，存于）
192. 1 2 3 4 5  文匯報. . 文匯報. 文匯報.   [2021-02-10]. （原始内容存档于2021-04-19）. （页面存档备份，存于）
193. 1 2  . 蘋果日報. 2007-08-05  [2023-08-01]. （原始内容存档于2023-08-18）. （页面存档备份，存于）
194. 1 2  . 香港大學學生會學苑. 2023-12-01  [2023-12-01]. （原始内容存档于2023-12-09）.
195. 1 2 3 4 5 6  文匯報. . 文匯報. 文匯報.   [2021-02-10]. （原始内容存档于2021-04-19）. （页面存档备份，存于）
196. ↑  . 香港政府新聞公報. 2008-04-14  [2023-08-01]. （原始内容存档于2021-04-19）. （页面存档备份，存于）
197. ↑  . 香港科技大學. 2024-02-27  [2024-02-27]. （原始内容存档于2022-10-04）.
198. ↑   (PDF). 香港中文大學. 2024-02-03  [2024-02-03]. （原始内容 (PDF)存档于2023-11-04）.
199. ↑  . 香港經濟日報. 2017-08-01  [2023-08-01]. （原始内容存档于2019-06-08）. （页面存档备份，存于）
200. 1 2   (PDF). 恆生銀行. 2004-07-19  [2023-08-01]. （原始内容存档 (PDF)于2023-09-07）. （页面存档备份，存于）
201. ↑  . 文匯報. 2017-08-18  [2017-08-18]. （原始内容存档于2023-12-31）.
202. ↑  . SCHED LLC. 2023-08-01  [2023-08-01]. （原始内容存档于2023-09-05）. （页面存档备份，存于）
203. ↑  . 康奈爾大學. 2024-02-27  [2024-02-27]. （原始内容存档于2024-03-14）.
204. 1 2 3 4  文匯報. . 文匯報 (2004年8月12日) (文匯報). 2004-08-12  [2021-06-16]. （原始内容存档于2021-03-10）. （页面存档备份，存于）
205. ↑  . Temple Chambers. 2023-08-01  [2023-08-01]. （原始内容存档于2021-11-14）. （页面存档备份，存于）
206. ↑  . 太陽報. 2005-07-18  [2023-08-01]. （原始内容存档于2023-08-18）. （页面存档备份，存于）
207. ↑   (PDF). 加州理工學院. 2024-02-27  [2024-02-27]. （原始内容 (PDF)存档于2024-03-11）.
208. 1 2 3 4  文匯報. . 文匯報. 文匯報.   [2021-02-10]. （原始内容存档于2021-04-19）. （页面存档备份，存于）
209. ↑  . 南華早報. 2006-09-13  [2023-12-01].
210. ↑  . 香港藥劑業及毒藥管理局. 2023-08-01  [2023-08-01]. （原始内容存档于2023-08-18）. （页面存档备份，存于）
211. 1 2 3 4 5 6 7 8 9  文匯報. . 文匯報. 文匯報.   [2021-02-10]. （原始内容存档于2021-03-10）. （页面存档备份，存于）
212. ↑  . Des Voeux Chambers. 2023-08-01  [2023-08-01]. （原始内容存档于2021-09-04）. （页面存档备份，存于）
213. ↑  . 芝加哥大學布斯商學院. 2024-02-27  [2024-02-27]. （原始内容存档于2024-03-19）.
214. ↑  . 香港中文大學. 2023-08-01  [2023-08-01]. （原始内容存档于2023-08-19）. （页面存档备份，存于）
215. ↑   (PDF). 香港大學. 2024-02-27  [2024-02-27]. （原始内容 (PDF)存档于2022-01-19）.
216. ↑  . Allen & Overy. 2023-08-01  [2023-08-01]. （原始内容存档于2023-06-06）. （页面存档备份，存于）
217. ↑  . 香港中文大學. 2011-08-19  [2023-08-01]. （原始内容存档于2022-07-07）. （页面存档备份，存于）
218. ↑  . 保良局董玉娣中學. 2025-07-20  [2025-07-20].
219. 1 2  文匯報. . 文匯報 (2007年8月9日) (文匯報). 2007-08-09  [2021-06-13]. （原始内容存档于2021-06-07）. （页面存档备份，存于）
220. ↑  . 香港中文大學. 2017-03-01  [2023-08-01]. （原始内容存档于2023-08-16）. （页面存档备份，存于）
221. ↑   (PDF). 尤德爵士紀念基金. 2023-12-01  [2023-12-01]. （原始内容 (PDF)存档于2024-01-22）.
222. 1 2 3 4 5 6  文匯報. . 文匯報 (2008年8月5日). 2008-08-05  [2021-10-03]. （原始内容存档于2021-03-10）. （页面存档备份，存于）
223. ↑  . Sullivan & Cromwell LLP. 2023-08-01  [2023-08-01]. （原始内容存档于2023-01-29）. （页面存档备份，存于）
224. ↑  . 頭條日報. 2011-11-10  [2024-01-18]. （原始内容存档于2024-01-17）.
225. ↑  . 香港中文大學. 2011-03-11  [2024-02-27]. （原始内容存档于2024-03-03）.
226. ↑  . 南華早報. 2011-05-04  [2024-02-27]. （原始内容存档于2024-03-05）.
227. ↑  . Denis Chang’s Chambers. 2023-08-01  [2023-08-01]. （原始内容存档于2023-08-23）. （页面存档备份，存于）
228. ↑  . 東方日報. 2009-01-14  [2023-08-01]. （原始内容存档于2023-08-16）. （页面存档备份，存于）
229. ↑  . 香港中文大學. 2010-07-27  [2023-08-01]. （原始内容存档于2023-08-16）. （页面存档备份，存于）
230. ↑  . 清華大學. 2023-08-01  [2023-08-01]. （原始内容存档于2023-08-16）. （页面存档备份，存于）
231. 1 2   (PDF). 香港中文大學. 2009-05-19  [2023-08-01]. （原始内容存档 (PDF)于2023-08-16）. （页面存档备份，存于）
232. ↑  . 香港中文大學. 2009-04-09  [2023-08-01]. （原始内容存档于2023-08-16）. （页面存档备份，存于）
233. ↑  . 南華早報. 2009-01-12  [2023-12-01]. （原始内容存档于2023-12-26）.
234. 1 2 3 4 5 6 7  太陽報. . 太陽報. 太陽報.   [2021-02-10]. （原始内容存档于2020-11-17）. （页面存档备份，存于）
235. ↑  . 密西根大學安娜堡分校. 2023-08-01  [2023-08-01]. （原始内容存档于2023-08-16）. （页面存档备份，存于）
236. ↑  . Harvard Law School. 2021-03-26  [2023-08-01]. （原始内容存档于2023-05-30）. （页面存档备份，存于）
237. ↑  . 香港01. 2019-07-11  [2023-08-01].
238. ↑   (PDF). 瑪利諾修院學校. 2023-12-01  [2023-12-01].[]
239. ↑   (PDF). 香港中文大學. 2023-08-01  [2023-08-01]. （原始内容存档 (PDF)于2023-08-16）. （页面存档备份，存于）
240. ↑   (PDF). 大埔舊墟公立學校. 2023-08-01  [2023-08-01]. （原始内容存档 (PDF)于2021-08-22）. （页面存档备份，存于）
241. 1 2 3 4 5 6 7 8  香港新聞網. . 香港新聞網. 香港新聞網.   [2021-02-10]. （原始内容存档于2021-04-19）. （页面存档备份，存于）
242. ↑   (PDF). 香港科技大學. 2023-08-01  [2023-08-01].
243. ↑  . 大公報. 2010-09-30  [2023-08-01]. （原始内容存档于2023-08-15）. （页面存档备份，存于）
244. ↑  . 香港中文大學. 2011-04-08  [2023-08-01]. （原始内容存档于2023-08-16）. （页面存档备份，存于）
245. ↑  . 香港科技大學. 2012-10-03  [2024-02-27]. （原始内容存档于2024-03-16）.
246. ↑  . 文匯報. 2010-08-04  [2010-08-04]. （原始内容存档于2021-03-10）. （页面存档备份，存于）
247. ↑  . 東周刊. 2012-11-07  [2022-07-20]. （原始内容存档于2022-07-24）. （页面存档备份，存于）
248. ↑  . 星島日報. 1999-08-28.
249. ↑  . 星島日報. 1999-08-28.
250. ↑  . www.mers.hk.   [2025-04-09].
251. ↑  . 明報. 1999-08-11.
252. ↑  . 明報. 1999-08-11.
253. ↑  . 文滙報. 1999-08-23.
254. ↑  . 明報. 2001-07-06.
255. ↑  . 香港經濟日報. 2001-07-06.
256. ↑  香港中學會考中國語文科及英國語文科採用水平參照報告成績[永久]
257. ↑  〈中六學位出現空缺事，教署已成立專組檢討〉，《大公報》第六版，1990年9月3日。
258. ↑  《教署釋中六收生新程序，會考放榜日五階段實施》，《華僑日報》第九頁，1991年8月3日。
259. ↑  但2011年會考因只限自修生報名，故該年度並未有考生報達上限數的科目。
260. ↑  香港考試局. . 1993.
261. 1 2  香港考試及評核局. . 2007.
262. ↑  香港考試及評核局. . 2002.
263. ↑  . 文匯報. 2010-06-29  [2024-05-25]. （原始内容存档于2024-05-25）.
264. ↑   (PDF). 香港考試及評核局. （原始内容 (PDF)存档于2008-10-31）.
265. ↑  . 東方日報. 2009-07-12  [2024-06-05]. （原始内容存档于2024-12-07）.
266. ↑  . 東方日報. 2009-08-02  [2024-06-05]. （原始内容存档于2024-12-07）.
267. ↑  . 東方日報. 2009-08-02  [2024-06-05]. （原始内容存档于2024-12-07）.
268. ↑  . 東方日報. 2009-08-02  [2024-06-05]. （原始内容存档于2024-12-07）.
269. ↑  . 東方日報. 2009-08-04  [2024-06-05]. （原始内容存档于2024-12-07）.
270. ↑   (PDF).   [2010-02-26]. （原始内容 (PDF)存档于2010-02-14）. （页面存档备份，存于）
271. ↑  . 華僑日報. 1968-06-08: 第三張第三頁.
272. ↑  . 華僑日報. 1968-06-08: 第三張第三頁.
273. ↑  . 華僑日報. 1968-06-15: 第四張第二頁.
274. ↑  〈中國文學卷一及卷二，試題全部重新修改〉，《華僑日報》第二張第三頁，1976年5月30日。
275. ↑  〈中國語文會考洩題，教署昨表示不重考〉，《大公報》第一張第四版，1976年6月1日。
276. ↑  〈中學會考試題的意外事件〉，《香港工商日報》第二頁，1976年6月2日。
277. ↑  . 華僑日報. 1985-05-25.
278. ↑  . 明報. 1997-08-13.
279. ↑  〈會考試題包裝出錯，七千考生下月重考〉，《大公報》第二張第五版，1987年4月12日。
280. ↑  . South China Morning Post. 1992-05-09: 5.
281. ↑  《1992年香港中學會考年報》，香港：香港考試局，1992年。
282. ↑  《1996年香港中學會考年報》，香港：香港考試局，1996年。
283. ↑  〈突發事件難忘，考起考評局〉 （页面存档备份，存于），《東方日報》，2010年7月23日。
284. ↑  . 星島日報. 1996-05-11.
285. ↑  麥長華未有偷取宗教科試題及評卷參考，其兒子於該科原獲C級。
286. ↑  Exam answers stolen for son,《南華早報》，香港，1997年8月14及29日 （页面存档备份，存于）
287. ↑  . 明報. 1997-08-14.
288. ↑  . 明報. 1997-08-29.
289. ↑  香港中學會考規則第六章第一段第三節 （页面存档备份，存于）
290. ↑  《1997年香港中學會考年報》，香港：香港考試局，1997年。
291. ↑  Envelopes key to exam safekeeping,《南華早報》，香港，1997年8月16日  （页面存档备份，存于）
292. ↑  

维基新闻中的相关報導：香港中學會考英文科考試 大批考生疑手機上網作弊
香港政府新聞網報道 （页面存档备份，存于）
293. ↑  . 亞視新聞. 2007-04-29  [2020-10-26]. （原始内容存档于2021-01-07）. （页面存档备份，存于）
294. ↑  . 明報. 2007-04-29.
295. ↑  . 蘋果日報. 2007-08-08  [2020-10-26]. （原始内容存档于2021-01-07）. （页面存档备份，存于）
296. ↑  . 東方日報. 2009-04-25  [2020-10-26]. （原始内容存档于2009-05-04）. （页面存档备份，存于）
297. ↑  . 太陽報. 2010-04-24  [2020-10-26]. （原始内容存档于2010-04-26）. （页面存档备份，存于）
298. ↑  .   [2010-04-24]. （原始内容存档于2010-04-26）.
299. ↑  .   [2010-04-24]. （原始内容存档于2010-12-06）.
300. ↑  .   [2010-04-24]. （原始内容存档于2010-04-27）.
301. ↑  .   [2010年5月30日]. （原始内容存档于2010年5月28日）.

## 外部連結
- 香港考試及評核局的香港中學會考網頁（页面存档备份，存于）